# SHOW BY ROCK!!
『SHOW BY ROCK!!』（ショウ・バイ・ロック）は、サンリオによるバンドがテーマのキャラクタープロジェクト。主な略称は「SB69」など。

## 概要
キャラクターの公式デビューは2012年。2013年にスマートフォン向けゲームアプリが配信された。
登場キャラクターたちは「ミューモン」と呼ばれる。彼らは基本的に獣人など一般的な人間とは異なった2頭身のキャラクターとなっているが、一部は等身が高い人間形態に変身（いわゆる擬人化）できるものも存在する。一部バンドは既存のバンドをモチーフにしたものも存在し、モチーフ元のバンドの曲をミューモンの楽曲としてコラボレーションを行っている。
マーケティングはサンリオとしては珍しく青年層向け（特にゲーム・アニメ好き）になっている。ゲームの配信開始からミューモンのバンドのミニアニメ動画も展開されており、深夜枠のテレビアニメとして2015年4月より6月までTOKYO MXなどで放送された。それに合わせ、ノベライズとコミカライズ企画も進行する。こういった効果もあり、サンリオキャラクター大賞2015年では シンガンクリムゾンズが2位に入賞。エントリーした5組のうち、4組がトップ10に入った。
TVアニメ放送が始まって以来、様々な企業とコラボをしてキャラクター商品を販売している。

## ゲーム

### SHOW BY ROCK!!（アプリ）
2013年7月にiOS版が配信開始され、2014年6月にリニューアルされたiOS版とAndroid版が配信開始された。配信当初の開発・運営はギークス。2018年1月よりエディアへ運営が移管され、2019年12月26日をもってサービスを終了した。
リズムに合わせて画面をタッチする「音ゲー」要素とキャラクターを育て上げる「育成」の要素があり、ゲームをプレイすることでミューモンと呼ばれるキャラクターたちを育成していくことがゲームの目的である。育成を進めていくことで育成しているバンドのストーリーが進められていく。
ゲームリリース以降新バンド、各バンドの新曲などが順次追加されていく、ゲームの多くのURイラストを手がけるのはイラストレーターのNidy-2D-である。
初期はシステムボイスとしてシアンとクロウのボイスが存在するのみだったが、2017年1月31日から順次追加されている「LR」レアリティのブロマイドには、各キャラクターのボイスが実装されている。

### SHOW BY ROCK!! Fes A Live
『SHOW BY ROCK!! Fes A Live』は、ナウプロダクション開発・スクウェア・エニックス運営により2020年3月12日にサービスを開始したスマートフォン向けゲームアプリ。ジャンルは「熱狂バンドリズムゲーム」。略称は「ショバフェス」。
キャラクターたちが2Dアニメーションで描かれる。新規のメインストーリー、各バンドごとのストーリーのほか、テレビアニメ版（第1期・第2期）のストーリーがフルボイスで収録されている。また、『Fes A Live』でも現実に活動するバンドとのタイアップは行われ、新規のタイアップバンドも登場する。
基本設定はアプリ版に準拠しており、シアンなどのアニメ版とアプリ版で設定が異なるキャラについてもアプリ版の設定となっている。なお、アニメ版のストーリーが再現される「69メモリー」は、「もうひとりのあたしの、もうひとつの物語」とシナリオ内で語られている。『ましゅまいれっしゅ!!』のストーリーについては各バンドストーリーでアニメ版とほぼ同じ内容が語られており、基本的には同一世界観となっている。
2022年11月30日をもってサービスを終了した。それに伴いサービス終了前に一部の機能を残したオフラインモードが追加されている。オフラインモードには、キャラクター機能（サービス中のホーム画面）とブロマイド閲覧機能が残されているが、これに必要なデータはサービス中にのみ配信されていたため、現在新規にアプリをインストールしても閲覧することはできない。なお、データはキャッシュとして保存されているので、キャッシュクリアや再インストールを行うと閲覧ができなくなる。

## サンリオキャラクター大賞での躍進
サンリオがいちご新聞で毎年行なっているキャラクターの人気投票「サンリオキャラクター大賞」だが、本作では2016年まではバンドごとのエントリーとなっていた。
2014年（第29回）はプラズマジカとシンガンクリムゾンズがエントリーしたが、知名度がさほど高くなかったことからブロック別予選投票で予選落ちを喫している。だが、2015年（第30回）はシンガンクリムゾンズが初日投票・中間投票でトップを取り、最終結果も大賞となったポムポムプリンからわずか35票差の2位に入った。さらに本作からのエントリーではプラズマジカが6位、トライクロニカが8位、徒然なる操り霧幻庵が10位、クリティクリスタが13位に入り、トップ10に4チーム、エントリーした5チーム全てが15位以内にランクインする大躍進を遂げた。
表彰式には2位のシンガンクリムゾンズを代表してクロウ役の谷山紀章、6位のプラズマジカを代表してシアン役の稲川英里がそれぞれ参加した。また、この結果を受けて、マクドナルドの2016年度のハッピーセットでおもちゃが出ることが決定、4月15日より販売された。
2016年（第31回）はシンガンクリムゾンズが8位、プラズマジカが12位、トライクロニカが15位、徒然なる操り霧幻庵が21位、クリティクリスタが22位と依然として上位にランクインしているが、昨年に比べて軒並み順位を落とす結果となった。
2017年（第32回）は初めて「SHOW BY ROCK!!」として作品でのエントリーとなり、9位にランクインした。
2018年（第33回）は総合順位は9位だが、アラブ首長国連邦では1位を獲得した。
2019年（第34回）では13位となりトップ10からは順位を落とした。
2020年（第35回）では総合順位は8位とトップ10へと返り咲いた。2020年度は複数のキャラクター大賞に関する公約を掲げており、トップ10へと入ったことでゲーム内外で様々なキャンペーンが行われた。
| 年     | 順位 |
| ------ | --- |
| 2014年 | 圏外 |
| 2015年 | 2位（シンガンクリムゾンズ） 6位（プラズマジカ） 8位（トライクロニカ） 10位（徒然なる操り霧幻庵） 13位（クリティクリスタ）   |
| 2016年 | 8位（シンガンクリムゾンズ） 12位（プラズマジカ） 15位（トライクロニカ） 21位（徒然なる操り霧幻庵） 22位（クリティクリスタ） |
| 2017年 | 9位 |
| 2018年 | 9位 |
| 2019年 | 13位 |
| 2020年 | 8位 |
| 2021年 | 8位 |
| 2022年 | 14位 |
| 2023年 | 19位 |
| 2024年 | 22位 |

## 登場キャラクターおよびバンド
「歌」はゲーム版での歌唱者。「声」は各メディアミックスでの担当声優。同一の場合はまとめて記載する。演はミュージカル版での出演者。
キャラクターのプロフィールや楽器名は、『Fes A Live』ではゲーム内のプロフィールや、ドロップアイテムなどで確認できる。2020年7月からは公式サイトのキャラクターページで個別のプロフィールが閲覧できるようになった。

### 光属性

#### プラズマジカ
英字表記は「Plasmagica」。
BRR所属。ファンは「ぷるぷるにゃー」と呼ばれる。ゲームではシアンが中心となって結成されたが、TVアニメ版ではもともと3人編成のバンドに追加メンバーとしてシアン（詩杏）が加わった形となっている。『Fes A Live』ではアニメ版に合わせて、チュチュ、モア、レトリー、シアンの順に加入した設定となっている。
シアン（Vo+Gt）
声 - 稲川英里
本作品群の主役格で、ネコ族。一人称は「あたし」。素直で穏やかな性格で、人を疑う事を知らない。実家は骨董店で、骨董品を集める癖がある。語尾に「にゃん」、「にゃ」がつく（TVアニメ版では「噛んじゃった」ことが原因とされているため、回数は多くない）。実家の骨董店に謎の男が持ち込んできた、伝説のギター「ストロベリーハート」に、グレイトな音楽伝説を聞かされ、バンド界の頂点を目指すことになる。ストロベリーハートのことを「いちごちゃん」と呼ぶ。女子高生であり、ゴスロリ服はお店では高くて買えないため、「ニッポリー」というところで生地を買って自作している。
TVアニメ版では、現実世界の少女・聖川詩杏がゲームの世界に引きずり込まれてしまう形で登場しており、ゲーム版のシアンとは同一人物ではない。『ましゅまいれっしゅ!!』では最終話にてゲスト出演し、『STARS!!』ではメインキャラクターとして登場する。性格設定はアプリ版とアニメ版の折衷のような描写となっているが、過去作とのストーリーや設定面での繋がりは明らかにされていない（回想シーンでは過去のアニメ版のシーンが使用されている）。
チュチュ（Vo+Gt）
声 - 上坂すみれ
ウサギ族。一人称は「私」。「〜ですわ」などのお嬢様口調で話す。委員長系キャラ。バンドのリーダー的存在でメンバーのまとめ役だが、野心家でソロデビューを密かに狙っている。ギターの練習を毎日かかさず、音楽に関してはとても真面目。誰に対してもはっきりとものを言う一方、思慮深い一面も持つ。
レトリー（Vo+B）
声 - 喜多村英梨 → 沼倉愛美
イヌ族。一人称は「ボク」。部屋に何台ものパソコンを設置し、常にスマートフォンを手放さないネットジャンキー。楽器とPCを自作している。普段はクールを装っているが、本当は非常に恥ずかしがり屋で人見知りが激しく、友達を作るためにバンドに参加した。得意分野の話題になると嬉しくて早口になってしまう。リア充が嫌い。シアンが好きで、常に所持するスマートフォンのカメラでシアンを盗撮している。「ザクロ水産」という居酒屋でアルバイトをしている。
モア（Vo+D）
声 - 佐倉綾音
宇宙ヒツジ族。一人称は「モア」。調査のために別の銀河からやってきた宇宙人。言葉の末尾に『ぴゅる』と付けてしゃべる癖がある（これは惑星ぴゅるとの交信コード）。思った事をすぐ口にだす性格で、メンバーをトラブルに巻き込む事も。頭にアンテナのように立つ髪の毛を持ち、惑星ぴゅるから送られてくるメロディやデータを受信している。

#### バイガンバーV
戦隊ヒーローをモチーフにしたバンド。平日は全員が大手楽器チェーン店「レボリューション楽器」の店員をやっているが、週末になるとヒーローショーを模したライブを行っている。
TVアニメ第1期第2話に劇中のテレビに登場。第2期第3話では、ヒーローショーに悪役として出演することとなったシンガンクリムゾンズと共演した。
『Fes A Live』では2020年10月26日より楽曲が追加収録されている。
バイレッド（Vo+Gt）
声 - たかはしごう
一人称は「オレ」。「レボリューション楽器」の新入社員。性格は正義感の強い熱血漢で、バイブルーなどの先輩達を尊敬している。ギター売場で働いている。
バイブルー（Gt）
オオカミ族。一人称は「俺」。「レボリューション楽器」の営業マン。成績優秀なトップセールスマンである。最近の悩みは金欠。同期のバイイエローに好意を抱いているが、彼女からは軽くあしらわれている。
バイグリーン（D）
クマ族。一人称は「俺」。「レボリューション楽器」のベテラン社員。40代で独身。楽器のメンテナンスが大得意。ベテランでありながら営業成績が下から数えて早い為、後輩達からは昼行灯だと舐められている。バイクが趣味。
バイイエロー（B）
ヒョウ族。一人称は「私」。「レボリューション楽器」のセクシー敏腕社員。プライドが高く、営業1課でバツグンの売上成績を上げている。後輩に対して良き先輩であるが、男性陣には厳しい一面も。
バイピンク（Key+Vo）
一人称は「わたし」。「レボリューション楽器」のアルバイト店員。天然だが小悪魔的な一面も。男性客からはバイイエローと並んで圧倒的な人気がある。キーボード・ピアノ売場で働いている。

#### 04Tobizbits
読みは「ぜろよんとびずびっつ」。04 Limited Sazabysとのタイアップバンド。2015年2月28日からゲーム内実装。
若い男子4人で結成されたボーイズバンド。Shachihoko City出身。種族が全員「トビ○○族」となっている通り、ライブではステージ中を飛び跳ね回る。
『Fes A Live』では2020年7月27日より楽曲が追加。
Gengen（ゲンゲン）（Vo+B）
歌 - GEN / 声 - 斎賀みつき
トビウサギ族。一人称は「ボク」。高音・低音・作詞・作曲・料理（煮魚が得意）を担当。フェスやワンマンの時、豪雨になる事が多い。
タイアップバンドのボーカル&ベーシスト、GENがモデル。
Kazzed（カズゼッド）（Gt）
トビイタチ族。一人称は「オレ」。赤髪がトレードマーク。買った赤いチャリ「04号」で、メンバーと全国横断ツアーに行きたいらしい。
タイアップバンドのギタリスト、HIROKAZがモデル。
Ryuryu（リューリュー）（Gt）
トビフェレット族。一人称は「オレ」。メンバーで一番、暑さと寒さに弱く、今一番欲しい物は「エアコン」、次に「2個口ガスコンロ」。
タイアップバンドのギタリスト、RYU-TAがモデル。
Heikou（ヘイコゥ）（D）
トビアナグマ族。一人称は「俺」。見た目から暴れん坊な性格だと思われがちだが、実はとてもピュアな性格で、よく人に騙されてしまう。自称「お酒はバンド界最弱」だが、打ち上げには必ず参加する。ぐでたまが大好きらしい。
タイアップバンドのドラマー、KOUHEIがモデル。

#### クリティクリスタ
英字表記は「Criticrista」。2015年3月31日からゲーム内実装。所属はTVアニメ版第1期ではuvmだったが、第2期でBRRに移籍。その後ゲーム内でもBRR移籍のエピソードが公開されていた。
聖MIDI女学園（MIDI女）中等部特殊芸能専攻学科の生徒会役員仲間で結成されたアイドルバンド。メンバーそれぞれにトランプのスートのモチーフがある。メインボーカルが決まっておらず今のところ全員で務めている。
『Fes A Live』ではリリース初期よりストーリーや一コマ漫画などで先行して登場していたが、2020年4月30日より正式にバンドとして登場。
ロージア（Vo+Gt）
声 - 日高里菜
プリネコ族。一人称は「私」。モチーフは「ハート」。わがままな性格だが努力家である。生徒会では書記と会計を兼任しているが、生徒会の雑用が嫌い。MIDI女の「特殊芸能学科」創設以来の超優等生、「あざと学」とダンスの首席で、MIDI女への入学には特別な理由があるとされるが詳細は不明。偽乳を使用しているためバストは実際のサイズより大きく見える。バンドメンバーを下に見る言動が見られる。
TVアニメ版第1期での性格は腹黒く、野心に満ちた自信家で、第2期では第1期と比較して性格的に良心的な面も多く描かれている。
ツキノ（Vo+Key）
声 - 茅野愛衣
ツキノワグマ族。一人称は「つきの」。モチーフは「スペード」。語尾に「（な）の」がつく。生徒会では美化委員を務める。食べ物のことを考えていることが多い。MIDI女入学前はダイ山の山奥で暮らしており、世間知らずなところがある。怪力を持つ。
TVアニメ版での性格は、おっとりで泣き虫である。
ホルミー（Vo+B）
声 - 五十嵐裕美
ホルスタ牛族。一人称は「私」。モチーフは「ダイヤ」。生徒会長を務める。敬語で話す。まじめな性格で、メンバーにはよく振り回されている。MIDI女入学時は平凡な生徒だったが、誰にも負けない音楽への情熱で、MIDI女の地下に伝わる地獄の特訓を経て、特殊芸能科入りした。
ジャクリン（Vo+D）
声 - 村川梨衣
オタマジャクシ族。一人称は「うち」。モチーフは「クローバー」。副会長を務める。元気で明るく、優しいためメンバーから信頼されているが、乾燥すると根暗な性格に豹変してしまう。喋りは京風の関西弁。運動神経がいい。大人なカエルの恋愛にあこがれている。

#### Spectrenotes
読みは「スペクトルノーツ」。BIGMAMAとのタイアップバンド。2016年8月5日からゲーム内実装。
Brifran Cityから光の船に乗ってやってきた5ピースバンド。
カナート（Vo+Gt）
歌 - 金井政人 / 声 - 土岐隼一
ミンクニャー族。一人称は「僕」。普段は敬語で話す、テンションが上がると口調が変わってしまう。多彩な特技を持つ。Brifran Cityでは妄想王子と呼ばれている。将来の夢は馬主になること。
タイアップバンドのボーカル&ギタリスト、金井政人がモデル。
キッカー（Gt+Vo）
歌 - 柿沼広也
タテガミオオカミ族。一人称は「オレ」。不思議な魅力のあるコラースに定評がある。子供の頃は野球少年だったが、今はインドア趣味。映画や小説にハマっている。
タイアップバンドのギタリスト&ボーカル、柿沼広也がモデル。
イヴアリー（D）
パッションハスキー族。一人称は「俺」。バンドに入る前はサッカー選手だった。ツアー先などで写真を撮るのが最近の趣味。
タイアップバンドのドラマー、リアド偉武がモデル。
ヒデニーロ（B）
サラサラハウンド族。一人称は「ミー」。語尾に「〜ロ」がつく。ヒゲが薄い事を気にしている。ウイスキーが好き。
タイアップバンドのベーシスト、安井英人がモデル。
マオッティ（Vn）
スコティッシュニャー族。一人称は「私」。語尾に「っティ」がつく。癒やし系女子。高い所と温泉とパンが好き。バンド内では一番年長。
タイアップバンドのヴァイオリニスト、東出真緒がモデル。

### 闇属性

#### シンガンクリムゾンズ
英字表記は「ShinganCrimsonZ」。
ヤンチャ系ボーイズヴィジュアルロックバンド。BRR所属。中二病のごとき台詞を多用する。全員地元の人（ジモティー）。
担当声優はWebアニメ版 / テレビアニメ化以降のキャストの順に表記。クロウのみ同一キャスト。
クロウ（Vo+Gt）
声 - 谷山紀章
演 - 米原幸佑
ハリネズミ族。一人称は「オレ」。実家は酪農を営んでおり、自分たちのファンを「家畜」と呼ぶ。BRRへ牛乳を配達した際、有栖川メイプルにスカウトされ、バンド入りする。幼少の頃から牛乳を愛飲しているが、身長はメンバーの中で一番低く、他のメンバーからそのことを揶揄されることも多々ある。「○○黙示録」が口癖。人間体になる時は前髪に赤いメッシュが入る。バンド内では一番年少。作詞を担当。
TVアニメ版ではグレイトフルキングに憧れている。
漫画『深紅色の鎮魂歌 IV重創世黙示録ッ!』ではレッドトマホークを買うために、ヤイバのバイト先で短期アルバイトしたことがある。
アイオーン（Gt）
声 - 柳田淳一 / 内山昂輝
演 - 輝馬
ライオン族。一人称は「俺」または「我」。自らを「ブラックモンスター」あるいは「神」と称するナルシスト。自称「聖域の守護者」で、いわゆるニートである。メンバー1の長身で非常に美形だが、ポーズを決めないとうまくしゃべれない欠点を持つ。作曲を担当。アイレーンは妹。
かつては良家の嫡男であり、その後継ぎとして徹底的な英才教育を施されてきたが、その重圧に耐えかね、さらに心の安らぎでもあった音楽を父親に奪われそうになり、半ば追い出される形で家を出る。TVアニメ第2期10話ではこの一件の詳細が描かれており、アイレーンを見かけた際は激しく動揺するあまりに普通に喋っている。
ヤイバ（B）
声 - 市来光弘 / 柿原徹也
演 - 鳥越裕貴
キツネ族のメガネ男子。一人称は「拙者」。アウトローな一匹狼気質を装うが、本当は寂しがり屋で小心者。名前の漢字表記は「刃」。ロック魂と武士道を尊敬している。四人家族。「故に」と「レジェンドオブ○○」が口癖。「龍狐無想神威流（りゅうこむそうかむいりゅう）」なるものを究めているが、その詳細は不明。
ロム（D）
声 - 丹沢晃之 / 細谷佳正
演 - 滝川英治（第1・2弾） → 郷本直也（第3弾以降）
ヒョウ族。一人称は「オレ」。口論やケンカが絶えないメンバーをおのれの拳と暑苦しいまでの情熱でまとめるバンドのリーダー。メンバー唯一の社会人で、仕事とバンド活動を両立させている。バンド内では一番年長で、アラサー。ライブ中によく服を脱ぐ癖がある。旅行好き。「リアル」が口癖。
トライクロニカ（特にシュウ☆ゾー）に対してただならぬライバル心を抱いているが、元々シュウ☆ゾーと同じバンドで活躍しており、現在もシュウ☆ゾーを「シュウ」と当時の名前で呼んでいる（詳細は後述）。ゲームではクロウたちにはその事を知らせていないが、TVアニメ版第2期第6話で知るところとなる。

#### デモンズベノム
英字表記は「DEMONS VENOM」。SILHOUETTE FROM THE SKYLITとのタイアップバンド。
HappyhillCity近くの悪魔村出身のコアクマ5人で結成されたメタルバンド。全員幼馴染み。地元に人がいないため将来の嫁を探している。DemonStreetを中心に活動している。
『Fes A Live』ではリリース時からゲーム内にタイアップ楽曲を収録。2020年5月21日からは楽曲プレイ時にキャラクターイラストが表示されるようになった。
デモンバット（Vo）
歌 - SeshiroX / 声 - SeshiroX（旧アプリ版）、野津山幸宏（『Fes A Live』）
吸血コウモリ族。一人称は「オレ」。好物はAB型の血液。サディスティックな性格で、占いや呪術に詳しく、魔法陣で子分を大量に召喚できる。
『Fes A Live』では、2021年8月12日からプレイアブルキャラクターとして登場。
タイアップバンド「SILHOUETTE FROM THE SKYLIT」のボーカル、SeshiroXがモデル。
デモンマングー（Gt）
マングース族。一人称は「オレ様」。普段は寡黙だが、キレると手がつけられなくなる。ギターに巻き付いているハブとは決着がついたことがない。身長はメンバーの中で一番低く、オレ様キャラ。
タイアップバンドのギタリスト、Rockwellがモデル。
デモンスモッグ（B）
モクモク族。元の一人称は「僕」だったが、後は「俺」に変更。 控えめな性格のため、メンバーの中で存在感が薄い事を気にしており、長い舌でベースを弾くテクニックもキャラ作りの一環。
タイアップバンドのベーシスト、廣田哲朗がモデル。
タスマニアンデモン（Key）
タスマニアン族。 一人称は「俺」。ファッション誌が大好き。 幽霊の子分がいる。
メンバーでは唯一、モデルとなる実在の人物が存在しない。
デモンマミー（D）
ミイラ族。 一人称は「オレ」。包帯の下の素顔はイケメンらしいというウワサがある。
タイアップバンドのドラマー、K.O.Uがモデル。

#### アリスビーンズ
英字表記は「AliceBeans」。アリス十番とのタイアップバンド。
AkibarnStreetで活動する地下アイドルバンド。Bean City出身。可愛らしい見た目に反して全員ゾンビ族であり、進化を重ねると姿も禍々しくなってゆく。
アンナスピール（Vo）
ネコネコゾンビ族。一人称は「私」。歌とダンスとヘッドバンギングが大好き。
タイアップユニット「アリス十番」の立花あんながモデル。
アサミロズィ（Gt）
ウサウサゾンビ族。一人称は「私」。ピンク色と、ウサギグッズを集める事が大好き。
タイアップユニット「アリス十番」の藤崎麻美がモデル。
カノンベリル（Key）
サルサルゾンビ族。一人称は「わたし」。料理、運動、三点倒立しながらのもの真似が得意。
タイアップユニット「アリス十番」の森カノンがモデル。
マァリスピラ（B）
トリトリゾンビ族。一人称は「わたし」。連続Y字バランスと可愛いお菓子作りが得意。
タイアップユニット「アリス十番」の渡辺まありがモデル。
アムリン（D）
イヌイヌゾンビ族。一人称は「私」。趣味は日向ぼっこ、ドライブ、散歩、弾き語り、乗馬などなど。
タイアップユニット「アリス十番」の早瀬愛夢がモデル。

#### シロラクロスカ？
2015年9月22日からゲーム内実装。カラスは真っ白とのタイアップバンド。
ポロサッツー出身の渡り鳥バンド。全員が鳥系種族。
やぎぬぱん（Vo+Gt）
歌 - ヤギヌマカナ
揚げパンダ足鳥族。一人称は「私」。人の揚げ足をとるのが大好きで、特にシミースワンズの揚げ足をとって、とことんいじるのが趣味。気づくと地面から若干浮いていることがある。発言が固有名詞以外ほとんどすべて平仮名。
漫画『ひみつの因果律量法則』ではシミースワンズと一緒にラジオ番組「シロラクロスカ？のあげぱん☆すてーしょん」のアナウンサーを担当。
タイアップバンドのボーカル&ギタリスト、ヤギヌマカナがモデル。
シミースワンズ（Gt）
水鳥族。一人称は「オレ」。よく喋る。喋りすぎてよくメンバーから仲間はずれにされて「ぬっけにすんなよ！」と怒る。カエルの声を聞き分けるのが得意。
タイアップバンドのギタリスト、シミズコウヘイがモデル。
オチザダック（B）
オシドリ族。一人称は「僕」。マイペースな性格。タイペコと一緒に住んでいて、いつもふたりで練習をしている。湿気があると頭の羽がすぐくるくるするので雨が降りそうなのがわかる。
タイアップバンドのベーシスト、オチ・ザ・ファンクがモデル。
タイペコ（D）
渡り鳥族。一人称は「ボクっち」。自称「セクシードラマー」。数字に強い。
タイアップバンドのドラマー、タイヘイがモデル。

#### BUD VIRGIN LOGIC
読みは「バッドヴァージンロジック」。2016年2月16日からゲーム内実装。『Fea A Live』ではリリース時から登場する。
所属不明、目的不明、正体不明、謎の3人組ガールズバンド。ファンを「下民」と呼ぶ。全員が聖MIDI女学園高等部に通っている。
アイレーン（Vo+Gt）
声 - 野口瑠璃子
王ライオン族。一人称は「私」または「我」。語尾に「（な）のだ」と付けるのが口癖。カリスマ性のある美貌・強い言霊・王者の風格を持つ。背は小さい。幼少期から音楽と帝王学を叩き込まれてきたが、めんどくさがりで運動音痴。よく転んだり、物を落としたり、ドジな一面も。旧アプリ版とTVアニメ版では髪飾りにはダガーをあしらっている。
TVアニメ版での性格は冷酷で、ダガーの野望のためなら卑怯な手段も厭わない、心の闇を抱え込んでいる。大半の登場人物から、黒幕である「闇の女王」の正体ではないかと疑われていた。
旧アプリ版では「お兄さま」と呼び慕うギター演奏が上手な兄がおり、家督の重責に堪えきれず家から逃げ出したことが語られているが、TVアニメ第2期10話にてその兄がアイオーンであることが判明。TVアニメ版ではアイオーンを「お兄ちゃま」と呼び、とても慕っていたが、妹である自分や家族よりも音楽を優先して家出したことから、兄に代わって自分が後継ぎとして英才教育を受けることになり、兄を自分から奪った音楽を憎むようになる。しかし実際には音楽もアイオーンも嫌いになりきれていない。
TVアニメ第2期では前述の音楽を憎む心をダガーに利用される形で洗脳され、音楽への憎しみを更に増幅させていたが、第10話でペイペインとハンドレッコの説得により洗脳から解放され、自身の出自を打ち明ける。その後アイオーンと再会して想いを告げ、両親にバンドの活動を許可してもらうため、ペイペインたちと共に実家へ戻る。
漫画版ではゲーム版以上に私生活でのだらしなさが強調されている。
ペイペイン（B）
声 - 田中あいみ
稀少種族である闇麒麟族。一人称は「わたくし」。幼い頃、謎の財団に引き取られ、メイドとしてアイレーンに仕えている。おっとりした性格で何事にも動じず、よく気が利くしっかり者だが、怒ると怖く、アイレーンに近づく者や侮辱する者に対しては容赦なく殺しにかかり、口調も粗暴になる。スカートの中に大量の武器を隠し持っている。
TVアニメ第2期ではハンドレッコと同様、アイオーンが家出してからアイレーンに仕えているため、アイオーンの存在は知らなかったが、旧アプリ版では幼いころからアイレーンに仕えているため、それを知っている。
ハンドレッコ（D）
声 - 木戸衣吹
白虎系統ミューモロイド。一人称は「アタイ」。謎の財団施設で秘密裏に開発された。アイレーンが遊び相手として連れ出した事がきっかけで、BVLに加入。無愛想だが、ときどき微妙に思い出し笑いをしている。充電が日課。アイレーンのことを「マスター」、ペイペインのことを「メイド」と呼ぶ。

### 火属性

#### すたっどばんぎゃっしゅ
カッコカワイイスタイルのメジャーガールズバンド。大手メジャーレーベルであるA-MOX所属。全員サバンナ系の種族。
『Fes A Live』では2020年9月25日より楽曲が追加収録されている。
チッティ（Vo+Gt）
歌 - 林沙織 → 相内沙英 / 声 - 相内沙英
チーター族。一人称は「あたし」。とても情熱的な性格。バンドのリーダー。
『Fes A Live』では、2021年11月11日からプレイアブルキャラクターとして登場。
ライナ（B）
声 - 非公表（テレビアニメ版・旧アプリ版）
ライオン族。一人称は「オレ」。サッパリとした性格とクールな演奏で、女の子のファンがとても多い。正義感が強い。
ゼブリナ（Key）
シマウマ族。一人称は「私」。ポーカーフェイスであまり感情を表に出さない。機械が好き。たまに不思議な言葉を発している時がある。
フェネリィ（D）
声 - 非公表（旧アプリ版）
フェネック族。一人称は「わたし」。メンバー最年少。いつも落ち着きがなく、「リアルに」が口癖。

#### 忍迅雷音
読みは「にんじんらいおっと」。
未来からやって来た忍者4人で構成されたバンド。失われた巻物を探している。神出鬼没で事務所契約もしていない。ファンは「シュラライザー」と呼ばれる。
TVアニメ第2期ではダガーの野望と闇の女王の陰謀を食い止めるべく活動しており、詩杏を再びサウンドワールドに連れてくる。
『Fes A Live』では2020年9月12日より追加バンドとして登場。
嵐（あらし）（Vo+Gt）
声 - 廣瀬直也
演 - 辻諒
シバイヌ族。一人称は「拙者」。主人に忠実で義理堅い性格。ライトニングシュリケンで、ライブ終了後の会場を一瞬にして消去する事ができる。
朧（おぼろ）（Gt）
声 - 非公表（アニメ版）、神尾晋一郎（『Fes A Live』）
演 - 井阪郁巳
オニ族。一人称は「俺」。寡黙で冷静沈着な性格。嵐とは未来にいた時からのライバル。バンドのリーダー。
燐（りん）（B）
声 - 非公表（アニメ版・旧アプリ版）、依田菜津（『Fes A Live』）
演 - 高橋健介
キツネ族。一人称は「私」。最強のライトニングベースの使い手。ハードなライブの後にアロマテラピーとネイルサロンに行くのが大好き。
ミュージカル版では女性キャラクターである事に変更は無いが、男性俳優が演じている。
神威（かむい）（D）
声 - 最上嗣生
演 - 赤澤遼太郎
忍マシーン。一人称は「我」。普段からほとんど喋らないが、人の話をすべてメモリーに記憶して、サウンドライブラリーを電脳内で構築している。
TVアニメ第2期第1話ではその機能を生かし、詩杏をサウンドワールドへ再度召喚させる。

#### 徒然なる操り霧幻庵
読みは「つれづれなるあやつりむげんあん」。
阿と吽は極東の国から音楽修業に来ており、修行中に出会ったダル太夫を師匠として弟子入りする。MIDICITY東地区の寺院を拠点としている。
TVアニメ版では既にトライクロニカに次ぐ、MIDICITYの人気バンドとして活躍している。第2期では「闇の女王」ことヴィクトリアスに対抗するため、「メロディシアンアルマース」を探しにMIDI CITYを旅立つ。
阿（あ）（Vo+Gt）
歌 - Salia → 早見沙織 / 声 - 早見沙織
シバイヌ族。一人称は「それがし」。ボーカル&ギター三味線担当。極東の国の武家で生まれ育った。吽とは幼なじみ。生真面目な性格のため、師匠のダル太夫によくからかわれている。旧アプリ版では笠をかぶっている虚無僧姿だが、TVアニメ版では楽曲の開始時点では笠で顔を隠し、サビの開始時点で笠を取り素顔を晒していた。『Fea A Live』では常に素顔を晒している。
吽（うん）（B）
声 - 松井恵理子
ネズミ族。一人称は「私」。ベース三味線担当。極東の国の楽器職人の家で生まれ育った。阿とは幼なじみ。明るい性格だが手先が器用で、楽器のメンテナンスをそつなくこなす。料理が上手。旧アプリ版では笠をかぶっている山伏姿だが、TVアニメ版では阿と同様にミューモン態でも素顔を晒している。『Fea A Live』では常に素顔を晒している。
ダル太夫（ダルだゆう）（D）
声 - 潘めぐみ
一人称は「あちき」。ドラム（鼓）担当。阿と吽の師匠で、ダルマの中に花魁姿の本人が入っている。年齢は3桁台。
TVアニメ版では、徒然なる操り霧幻庵のリーダーとして活躍する。第1期では最終決戦でダルマを巨大化させ、ダークモンスター「デモンクイーン」に姿を変えたクリティクリスタと激突し、驚異の実力を見せる。第2期でもその実力は健在で、メロディシアンアルマースの守護された砦の門番（アルバイトのガウガストライク）を存在だけでひれ伏させ、その後プラズマジカの危機に颯爽と現れる。
旧アプリ版の小さい姿はダルマ姿だが、一部のブロマイドやアニメ版では猫に近い本人の小さい姿も登場している。

#### しにものぐるい
植田真梨恵とのタイアップバンド。
妖怪ストリートを本拠地にストリートライブをしている、妖怪族で構成されたバンド。全員幼馴染み。
TVアニメ版では第7話にて初登場。まりまりとつぎはぎは人間体、でゅらでゅら、もんもん、がしがしは小さい姿で登場。まりまり・つぎはぎ以外の3人の担当声優はクレジットされていない。『STARS!!』では第5話にて台詞なしで全員が登場。大きい姿であり、後述のリデザイン後の姿となっている。
『Fes A Live』では2020年7月11日より追加バンドとして登場。旧アプリ版からキャラクターデザインが一部変更されている。
まりまり（Vo+Gt）
歌 - 植田真梨恵 / 声 - 植田真梨恵（旧アプリ版）、北原知奈（テレビアニメ版・『Fes A Live』）
座敷童族。一人称は「私」。和服を着て、頭にネコのララさんを乗せている。妖怪である故、ララさんが頭を齧って時々脳漿が出てしまう。博多弁で話す。メンバー唯一の女子で作詞、作曲担当。Happy Hill City出身で、子供の頃に妖怪ストリートに引っ越した。
TVアニメ版では第7話で初登場。いなくなってしまったつぎはぎの捜索をダークモンスター退治の噂のあった詩杏とプラズマジカの面々に依頼する。
タイアップアーティストの植田真梨恵がモデル。
でゅらでゅら（Gt）
声 - 木島隆一（『Fes A Live』）
ドラキュラ族。一人称は「我輩」。元々は別の種族だったようだが子供の頃にドラキュラに噛まれたらしい。純文学が好きなインテリでもある。モノクルをつけている。
旧アプリ版では短髪だったが、『Fes A Live』では長髪になった。
もんもん（B）
声 - 笠間淳（『Fes A Live』）
雪男族。一人称は「私」。大きな体とフサフサの毛がチャームポイントで、抱きつくとすごく暖かい。お裁縫やチマチマした小物作りが好き。自分のマスコットを作ってライブ後の物販で売っている。
旧アプリ版での人間体は目が髪で隠れていたが（一部のブロマイドで片目を出していた）、『Fes A Live』での人間体は常に片目を出している。
つぎはぎ（Key）
声 - 河崎奈月
はぎれオバケ族。一人称は「僕」。控え目な性格で、自分に自信が無い。緊張すると挙動不審になってしまい、体から綿がはみ出てさらに緊張してしまう事も。ころころローラーが天敵らしい。
TVアニメ版では第7話にて登場。当時ゲーム内では人間体が登場していなかったため、アニメが初登場となった。
がしがし（D）
声 - 熊谷健太郎（『Fes A Live』）
金平糖オバケ族。一人称は「オレ」。顔が怖いことを気にしているが、見た目に反して世話好きな優しい性格。いつもメンバーや関係者に自家製金平糖を振る舞っている。
旧アプリ版での人間体は少年のような風貌だったが、『Fes A Live』では頭身が上がり、青年に近いビジュアルとなった。

#### テケバキツ荘
2015年6月22日からゲーム内実装。ウソツキとのタイアップバンド。
インディーズバンド。全員同じアパートに住んでいる。「テケバキツ荘」というバンド名は「ウソツキ化けて」の逆さ読みである。
タケッパー（Vo+Gt）
歌 - 竹田昌和
燃えガッパ族。一人称は「僕」。203号室の住人。語尾に「ッパ」がつく。ひねくれた性格で、クレーマー癖もある。プリンなどの甘い物が好き。
タイアップバンドのボーカル&ギタリスト、竹田昌和がモデル。
ヨシテン（Gt）
燃えテング族。一人称は「ワシ」。105号室の住人。いつも海パンを穿いている。厳しいテングの修業を乗り越えた者だけが仮面を被ることを許されており、元々は別の種族だった。辛い物が好き。
タイアップバンドのギタリスト、吉田健二がモデル。
フジレイド（B）
燃え冷えオカピ族。一人称は「アタシ」。オネエ口調で話す。201号室の住人。女子力が高く、よく女子に間違われるが、本人はあまり気にしていない様子。料理が好きでよくメンバーにお手製弁当をごちそうしている。
タイアップバンドのベーシスト、藤井浩太がモデル。
タクバニング（D）
燃え精霊族。一人称は「おれ」。103号室の住人。野球観戦が大好きで、試合後はアンダーノースザワーの居酒屋で野球仲間とよく盛り上がっている。早起きが苦手でよく寝坊してしまう。
タイアップバンドのドラマー、林山拓斗がモデル。

#### ice☆Crhythm
2018年11月23日から12月21日までの期間限定で実装されたバンド。読みは「アイスクリズム」。声優アイドルユニット・i☆Risとのコラボユニット。
世界中を笑顔にするために、各地を旅している6人組のバンドアイドルグループ。各々の目標のため偶然集まったメンバーたちであり、結成当初はよそよそしくもあったが、ある日の大ゲンカをきっかけに仲を深める。その際に見かけた綺麗な虹に運命的なものを感じ、それ以来各地を回る中での虹との出会いも大切にしている。
ハムサキン（Sx）
声 - 山北早紀
ミドリハムスター族。天然リーダー。
コラボユニットのリーダー、山北早紀がモデル。
アオユーン（Gt）
声 - 芹澤優
アオアザラシ族。いじられエース。
コラボユニットのメンバー、芹澤優がモデル。
パヒミカン（D）
声 - 茜屋日海夏
パープルワニ族。ストイック担当。
コラボユニットのメンバー、茜屋日海夏がモデル。
ワカリリン（Pf）
声 - 若井友希
レッドリスザル族。愛され役。
コラボユニットのメンバー、若井友希がモデル。
ミユーテン（Euph）
声 - 久保田未夢
オレンジコヨーテ族。一匹狼担当。
コラボユニットのメンバー、久保田未夢がモデル。
カワアズン（Synth）
声 - 澁谷梓希
キイロコツメカワウソ族。スベり役。
コラボユニットのメンバー、澁谷梓希がモデル。

### 水属性

#### 雫シークレットマインド
インディーズバンド。全員が水の都ヴェニシリン出身で音楽学校の同級生。ミネラルウォーター「美味しすぎる水」を売るアルバイトをしている。
TVアニメ版には第1・2期、『STARS!!』にて登場（タートルB・I・Gのみ台詞なし）。
『Fes A Live』では2020年4月24日より楽曲が追加収録されている。2021年2月15日からは楽曲プレイ時にキャラクターイラストが表示されるようになった。
ウエンディ（Vo）
歌 - Chihiro Sings / 声 - 安野希世乃
水精霊族。一人称は「私」。大きい姿（人間体）では人魚姿。マメな性格。透明感のある歌声を持つ。元はオペラ歌手志望だったが、学生時代にバンドに興味を持って現在に至る。
コリエンテ（Gt）
声 - 小笠原早紀
水ウサギ族。一人称は「アタシ」。大雑把な性格。水泳が好き、いつでも泳げるように上着の下にスクール水着を着ている。アルバイトではエリアNo.1の売り上げを誇る。意思を持つ液体帽子「シルきゃぷ」をいつもかぶっている。
『Fes A Live』では、2021年5月11日からプレイアブルキャラクターとして登場。
タートルB・I・G（B）
タートル族。一人称は「俺」。クールな性格。メンバー唯一の男子で作曲担当。サーフィンが好き。
シャボボン（D）
声 - 古木のぞみ（テレビアニメ版）
一人称は「わたし」。水の都ヴェニシリンの奥地にある「バブルストリート」出身。普段はぼーっとしているがドラムを叩く時は凄いスピードを出すことが出来る。

#### ガウガストライクス
カフカ / KFKとのタイアップバンド。
インディーズバンド。ShibuValleyを中心に活動している。キンタウルスとウチュウラーはURになってもミューモン時の要素が色濃く残る獣人姿になる。
TVアニメ版第2期ではメロディシアンアルマースを守護する砦の門番のアルバイトをしていた。ダイシゼンのみ小さい姿（山の姿）での登場。『STARS!!』では第5話にて台詞なしで全員が登場し、ダイシゼンも大きい姿（人間の姿）で初登場となった。
『Fes A Live』では2020年5月15日よりタイアップ楽曲が追加収録されている。2020年8月5日からは楽曲プレイ時にキャラクターイラストが表示されるようになった。
キンタウルス（Vo+Gt）
歌 - カネココウタ（Kouta Kaneko） / 声 - カネココウタ（旧アプリ版）、野島裕史（テレビアニメ版・『Fes A Live』）
オオカミ族。一人称は「俺」。ちょっと不器用な性格。カーディガンが好き。バンドのリーダー。「金」マークのダサTシャツを好んで着ているが、デーヤンにダサいと言われている。左の目が茶色で右の目が青色のオッドアイ。作詞・作曲を担当。
『Fes A Live』では、2021年4月21日からプレイアブルキャラクターとして登場。
タイアップバンドのボーカル&ギタリスト、カネココウタがモデル。
デーヤン（B）
声 - 霜月紫
デビル族。一人称は「俺」。ちょっとお調子者。オシャレが大好き。「ケケケ」が口癖。
タイアップバンドのベーシスト、ヨシミナオヤがモデル。
ダイシゼン（D）
声 - 佐々木義人
マウンテン族。一人称は「オレ」。名前の漢字表記は「大自然」。デカくて寡黙。いつもメンバーやファンを見守っている。足下の樹海に小動物をたくさん飼っている。
タイアップバンドのドラマー、フジイダイシがモデル。
ウチュウラー（Gt）
声 - 潘めぐみ（テレビアニメ版）
宇宙かわうそ族。一人称は「僕」。キンタウルスのダサTから放たれる、研ぎ澄まされた音の電波に引き寄せられて、遥か銀河の彼方からMIDICITYへやって来た新メンバー。テレパシーを使って会話をする。
タイアップバンドのギタリスト、ミウラウチュウがモデル。

#### ラボムンク
英字表記は「Labomunch」。2014年7月23日からゲーム内実装。クラムボンとのタイアップバンド。
ワゴン車で移動しながらライブ活動するメジャーバンド。業界に多くのファンを持っている。
『Fes A Live』では2020年8月17日よりタイアップ楽曲が追加収録されている。
ハライク（Vo+Key）
歌 - 原田郁子
リッスン族。一人称は「私」。いつも喋るように歌う。詞を描くのが得意で、恋愛や人生の歌をよく書いている。妹がいる。
タイアップバンドのボーカル&キーボーディスト、原田郁子がモデル。
ミトミトン（B）
歌 - ミト
一人称は「俺」。語尾に「ミン」がつく。MIDICITYの中心街で生まれ育った。アニメが大好きで、アニソンDJとしても活動している。バンドのリーダー。
タイアップバンドのベーシスト、ミトがモデル。
イトダイン（D）
歌 - 伊藤大助
モ・アーイ族。一人称は「俺」。MIDICITYのはるか北の島にあるモ・アーイ族の街からやってきた。読書が大好きで、ライブやリハーサル以外の時間はいつも本を読みながら精神統一している。ジャズドラマーのような技巧派のドラムプレイが得意。
タイアップバンドのドラマー、伊藤大助がモデル。

#### ラペッジオート
英字表記は「Rapezziauto」。2014年7月31日からゲーム内実装。yksb feat.MiLO×31STYLE / YKMMとのタイアップバンド。
クラブで主に活躍しているエレクトロ系バンド。全員朝に弱いため活動は深夜が多い。
『Fes A Live』では2020年4月6日よりタイアップ楽曲が追加収録されている。2020年8月26日からは楽曲プレイ時にキャラクターイラストが表示されるようになった。
リックス（Vo）
歌 - 31STYLE → Remi Mitani
声 - 31STYLE → Remi Mitani（旧アプリ版） / 河瀬茉希（『Fes A Live』）
エレクトビーグル族。一人称は「リー」。ミックスの双子の姉。勝ち気でせっかちな性格。トロい妹をいつも気にかけている。
『Fes A Live』では、2021年6月11日からプレイアブルキャラクターとして登場。
タイアップユニットのボーカル、31STYLEがモデル。
ミックス（Vo）
歌 - MiLO
声 - MiLO（旧アプリ版） / 指出毬亜（『Fes A Live』）
エレクトビーグル族。一人称は「みっくす」。リックスの双子の妹。トロい性格で半導体フェチ。せっかちな姉をいつも心配している。
『Fes A Live』では、2021年6月11日からプレイアブルキャラクターとして登場。
タイアップユニットのボーカル、MiLOがモデル。
DJyksビート（DJ）
声 - yksb
サイボーグモンキー族。一人称は「俺」。ユニットのリーダー。スクウェアメガネがトレードマーク。デザインなんでもこなすギークな万能DJ。弱点が見当たらない。なぜかアシッドモンドの言う事を理解できる。
タイアップユニットのDJ、yksbがモデル。
アシッドモンド（Key）
エレクトパンダ族。一人称は「俺」（DJyksビートによる翻訳）。片時もマスクを外さないため、誰も素顔を見たことがない。「シュコ」の音で会話している。謎が多い。

#### ARCAREAFACT
読みは「アルカレアファクト」。2016年3月15日からゲーム内実装。
ジューダスから新たにデビューした新人バンド。メンバー全員（実際にはチタンを除く）が超金持ちであり、ライブでは会場に大量のサウンドルをばら撒く。デビューライブでアイドルであることを全面否定する。メンバー全員は「ジューダス☆男芸能アカデミー♪」の第777期卒業生である。初心者のファンは「一般大衆ジュエリー（ITJ）」、上級者のファンは「黄金アーティファクト（OAF）」と呼ばれている。
『Fes A Live』ではリリース初期より一コマ漫画で先行して登場していたが、2020年3月31日より正式にバンドとして登場。
チタン（Vo+P）
声 - 小林裕介
演 - 糸川耀士郎
ブルーユニコーン族。一人称は「オレ」。負けず嫌いな性格で、幼少時代から人一倍努力をしてきた努力家でもある。作詞、作曲を担当。実は家が貧しく、二人の弟の面倒を見ている。元音楽家の両親はサイドビジネスで失敗し、多額の借金を残して、Death Valleyのメロディシアン鉱山で強制労働中。ゲームではボロアパートに住んでいるが、TVアニメ版第2期では下水道に住んでいた、『STARS!!』の時点では既にアパートに引っ越した。
オリオン（Vn）
声 - 八代拓
演 - 田中涼星
Gバイソン族。一人称は「俺」。ENDENCLOTHにある由緒ある財閥「ヴァイングループ」の嫡男。バンドのリーダー。手先が器用で頭もキレる。いつも側に執事の「じい」が居る。チタンとはアカデミー時期からのライバル、トップの座を常に競い合いで、チタンの音楽才能をかなり重視している。
セレン（B）
声 - 筆村栄心
演 - 板垣李光人
爽やか子羊族。一人称は「僕」。宇宙系超大手レーベルグループ会長の息子。幼少時に実家のライブラリーに入り浸っていたために音楽の知識が深く、マイナーバンドの噂話も大好き。少年のような見た目とは裏腹に、ちょっとオトナな発言や意地悪を言ったりする。
アルゴン（D）
声 - 沢城千春
演 - 滝川広大
音速ガゼル族。一人称は「オレ」。「ハッ！セーイ！フォー！」が口癖。事務所入り前から起業していて、現在MIDICITYのIT長者番付No.1。ダンスと筋トレと企業買収が趣味で、腹筋が自慢。明るい性格でバンドのムードメーカー。パリピな言動とは裏腹に、かなり気が利く。

### 木属性

#### ドロップアウト先生
英字表記は「Dropout sensei」。明日、照らすとのタイアップバンド。
都立東MIDI工業高校の男子高生3人の学生バンド。クワガタツヤが聖MIDI女学園の生徒に恋をしたことがきっかけで結成された。
『Fes A Live』では2020年4月24日よりタイアップ楽曲が追加。2020年8月5日からは楽曲プレイ時にキャラクターイラストが表示されるようになった。
クワガタツヤ（Vo+Gt）
歌 - 村上友哉 / 声 - 非公表（旧アプリ版）
演 - 石川誠也（第1弾）
一人称は「俺」。都立東MIDI工業高校3年B組。彼が聖MIDI女学園の生徒（あの子）に恋をしたことがキッカケで、バンドを始めた。バンドのリーダー。シャチホコタウン出身。
タイアップバンドのボーカル&ギタリスト、村上友哉がモデル。
カブトモアキ（B）
演 - 吉田雄樹（第1弾）
一人称は「僕」。名前の漢字表記は「兜友秋」。都立東MIDI工業高校3年B組。クワガタツヤの幼なじみ。木の多い校舎裏で本を読むのが大好き。シャチホコタウン出身。
タイアップバンドのベーシスト、伴佳典がモデル。
テントウムツミ（D）
演 - 高樹京士郎（第1弾）
一人称は「オレっち」。都立MIDI東工業高校1年A組。オヤツと昼寝が好き。クワガタツヤにドラムの才能を見い出され、バンド入りした。

#### トライクロニカ
英字表記は「Trichronika」。MIDICITYで今一番人気の3人組アイドルバンド。超大手事務所のジューダス所属。ファンは「夢銀河ツーリスト（YGT）」と呼ばれる。
シュウ☆ゾー（Vo+Gt）
歌 - 粕谷大介 → 宮野真守 / 声 - 宮野真守
演 - 三津谷亮（第1弾） → 鎌苅健太（第2弾以降）
一人称は「ボク」（アマテラスト時代は「俺」）。きらびやかなルックスと抜群の歌唱力を持ち、女性ファンから絶大な支持を受けるトライクロニカのリーダー。言動や行動は一見軽薄に見えるが、音楽に対する姿勢はとても真摯で、ファンに対する思いもとても深い。ロムと同じくアラサー。
元はロムと共にヴィジュアル系バンド「Amatelast（アマテラスト）」を組んで活動していたことがTVアニメ版第2期第6話で明らかになる。当時は「愁（シュウ）」と名乗り、外見は黒髪に黒い服装で、口調や一人称も異なっている（現在もロムに対しては当時の口調で接する時がある）。現在の事務所に移籍する際にアイドルバンドへと方針転換しており、種族と過去の話はトップシークレット。事務所的にもNGとされている。水着を着ることや日焼けすることも事務所的にNG。
カイ（D）
声 - 逢坂良太
演 - 月岡弘一（第1弾） → 木原瑠生（第2弾以降）
一人称は「オレ」。リクの双子の兄。活発で大雑把な性格。ダンスが上手で勉強が嫌い。シュウ☆ゾーに心酔している。高校生。
リク（B）
声 - 村瀬歩
演 - 橋本祥平（第1弾） → ゆうたろう（第2弾以降） → ゆうたろう / 宇佐卓真（第5弾・Wキャスト）
一人称は「僕」。カイの双子の弟。勉強家で生真面目な性格で、シュウ☆ゾーやカイに振り回されがち。高校生。

#### ウワサノペタルズ
県立月里村高校軽音同好会に所属する学生バンド。今は田舎で学園祭などを中心に活動しているが、既に多くの契約オファーが来ている。
TVアニメ版では小さい姿で登場。本筋に関わらないサブキャラクターとして扱われている。オガサワラにスカウトされ、uvmに所属する。『STARS!!』では第11話『しょ〜と!!2』パートに登場。小さい姿に加え、アニメでは初の大きい姿でも登場した。デザインは後述のリデザイン後のものが使用されている。
『Fes A Live』では2020年8月22日より追加バンドとして登場。旧アプリ版からキャラクターデザインが一部変更されており、二学期を迎えたことで新しい制服に替わっている。
しばりん（Vo+Gt）
歌 - LUNA → 高野麻里佳 / 声 - 高野麻里佳
シバイヌ族。一人称は「わだす」。明るく活動的なツッコミ役。バンドメンバーは全員しばりんによってスカウトされた。バンドのリーダー。
ぽこえ（Key）
声 - 小池万瑠美
タヌキ族。一人称は「私」。内気な恥ずかしがり屋だが、眼鏡を取るとかなりの美少女らしい。
旧アプリ版ではぐるぐるメガネをかけていたが、『Fes A Live』では普通のメガネをかけている。
きっつん（D）
声 - 古木のぞみ
キツネ族。一人称は「アタシ」。ギャルだが実は情に厚い。記念日好き。実家は建材工場。
『Fes A Live』で髪を少し切ってメッシュを入れた。
はっくん（B）
声 - 高坂知也
ハクビシン族。一人称は「俺」。おっとりした性格。しばりんとは幼馴染み。女子にモテたくてメンバー入りしたが、しばりんやぽこえのことが気になっている（『Fes A Live』からはきっつんの事も気になり始めている）。ロムに憧れている。
『Fes A Live』では髪型を変えて、メガネをポケットにしまっている。

#### ドーリィドルチ
英字表記は「DollyDolci」。2013年12月9日からゲーム内実装。
老舗レコード会社所属のメジャーガールズバンド。お菓子が好きで作るのが上手。歌詞や曲調もお菓子のように甘いものが多い。いつか音楽とスイーツを楽しめるカフェを作るのが夢。
『Fes A Live』では2020年4月24日より楽曲が追加。
キャンディラパン（Vo）
歌 - 非公表 → 佐々木未来 / 声 - 佐々木未来
スイーツウサギ族。一人称は「あたし」。独自のテンポと世界観を持つ。「カワイイ〜」が口癖。バンドのリーダー。
チョキュルイユ（Gt）
声 - 非公表（旧アプリ版）
スイーツリス族。一人称は「アタチ」。身体は小さいが一番のしっかり者でまとめ役。実は資格マニア。語尾に「でちゅ」がつく。
クリームテディ（B）
スイーツクマ族。一人称は「わたし」。いつも眠そうにしていてライブ中に寝ることもある。夢の中に友達がいるらしい。
ピグマカロン（D）
声 - 千葉泉
スイーツブタ族。一人称は「ミー」。おしゃれと恋愛が大好きでイケメンに弱いが、フリーでなければNGであったり、ライナのようなイケメンであれば女子でもOKなど、独自のこだわりを持つ。YGTである。
TVアニメ1期ではアプリ版と同様にトライクロニカのファン（後にシンガンクリムゾンのファンにもなる）として登場。第2期3話では人間形態で初めて登場した。

#### チャーミーチャプレッツ
英字表記は「ChammyChaplets」。2014年9月4日からゲーム内実装。kiki*とのタイアップバンド。
ロハス生活しながら活動しているインディーズバンド。グリーンアースウインダム出身。アニフルン・サダフルン・タネフルンは三兄妹である。
タネフルン（Vo+Gt）
歌 - 佐田京子 / 声 - 佐々木未来
タネクサ族。一人称は「私」。アスタリスク三兄妹の末っ子。語尾に「タネ」がつく。前向きな性格と、さわやかなボーカルでメンバーに信頼されている。掃除が大好き。
タイアップバンドのボーカル&ギタリスト、佐田京子がモデル。
アニフルン（Gt）
タネクサ族。一人称は「アニ」。アスタリスク三兄妹の長男。語尾に「アニ」がつく。グルメな食いしん坊で、珍しい豆や花の蜜を食べ比べするのが趣味。メンバー全員のアニキ的な存在で頼りにされているが、いびきがとてもうるさく、他のメンバーの悩みのタネでもある。
タイアップバンドのギタリスト、佐田宗蔵がモデル。
サダフルン（Gt）
歌 - 佐田宗義
タネクサ族。一人称は「ぼく」。アスタリスク三兄妹の次男。もの静かな性格で読書好き。離れの古民家に1人で住んでいる。パンが大好き。
タイアップバンドのギタリスト、佐田宗義がモデル。
モーペイ（B）
葉鈴虫族。一人称は「おれ」。情に厚い性格で涙もろく、嬉しくても悲しくても、すぐに涙がこぼれてしまう。グリーンティップ地方からの旅の途中、メンバーと出会い、バンド入りした。
タイアップバンドのベーシスト、藤谷葉平がモデル。
テンタン（D）
草コオロギ族。一人称は「おいら」。おっちょこちょいな性格。小さくてカワイイ生き物を愛でるのが好きで、子分の「テンタンズ」達を大事にしている。
タイアップバンドのドラマー、川畑天太がモデル。

#### フカシギミック
2016年4月28日からゲーム内実装。バンドごっことのタイアップバンド。
OkuMountainにある名も無き格闘道場で結成された丘系バンド。
『Fes A Live』ではリリース時からゲーム内にタイアップ楽曲を収録。2020年5月15日からは楽曲プレイ時にキャラクターイラストが表示されるようになった。
マロ（Vo+Gt）
歌 - ヒロ / 声 - 代永翼
演 - 健人
クラカニボコカマ族。一人称は「ボコ」。格闘系男子。語尾に「ボコ」がつく。朝に弱く、とても低血圧で滑舌が少し悪い。名もなき格闘道場では同門のゲ・フロッチと共に、音楽修業に明け暮れる日々をすごしていた。世話好きだが、どこか抜けている性格。
タイアップバンドのボーカル&ギタリスト、ヒロがモデル。
ゲ・フロッチ（B）
歌 - 半妖ゲッチ
演 - 畠山遼
ウッソウフクロウ族。一人称は「俺」。語尾に「ゲ」がつく。同門のマロとは幼馴染み。自分のダジャレに自負している。一応バンドのリーダー。カニカマが好物。
タイアップバンドのベーシスト、半妖ゲッチがモデル。
シャッキー（D）
演 - 吉村駿作
ワロワロシャチ族。一人称は「オレ」。語尾に「シャ」がつく。口が達者でツッコミとホラ吹きが得意だが、実はとても照れ屋。マロの存在が笑いのツボらしく、道場破りしたが、返り討ちにされ、バンドメンバー入りした。ゲ・フロッチの寒いダジャレにより致命傷を負ったことがある。カニカマが好物。
タイアップバンドのドラマー、アッキーがモデル。

#### Yokazenohorizon
読みは「ヨカゼノホライズン」。2018年8月31日からゲーム内実装。
Fourthvalleyの路地裏で営業するバー「夜風」で活動するバンド。弁護士、美容師、ブロガー、バーテンの4人の「B」は夜はバンドマンの「B」に変貌する。
『Fes A Live』では2020年5月31日より追加バンドとして登場。
『STARS!!』では第1・2話にリカオが登場。Mashumairesh!!の弁護をした。リカオ以外のメンバーは台詞なしで登場。
リカオ（Vo+B）
声 - 古川慎
演 - 高橋怜也
生真面目リカオン族。一人称は「俺」。語尾に「……です」がつく。本業は弁護士。目つきが悪く近寄りがたい雰囲気を持つが、実は照れ屋で褒められると赤面してしまう。笑い上戸のため、裁判中のふとした瞬間に笑いそうになるクセを早く治したいと思っている。メンバーを裁判で救った過去を持つ。
ジャロップ（Gt）
声 - 市川太一
演 - 田村升吾
チャラジャッカロープ族。一人称は「オレィ」。本業は美容師。カワイイ女の子をもっとカワイクするヘアスタイルをイ・メージしており、チャラいながらも美容師としては超一流の腕を持つ。下心全開のチャラさが原因で冤罪事件に巻き込またことがあり、その際にリカオに助けられた。
クースカ（Key）
声 - 鈴木崚汰
演 - 高橋駿一
ベンチャースカンク族。一人称は「ボーク」。本業はベンチャーキャピタル経営。あらゆるSNS趣味を一種した結果、現在はブロガーとして活動している。初めて就職したブラック企業は入社後69秒で退社している。過去に仮想メロディシアン偽装マイニング事件に巻き込まれた際にリカオに助けられた。
ウララギ（D）
声 - 濱野大輝
演 - 楚南慧
夜のアンゴラウサギー族。一人称は「僕」。敬語で話す。本業はバーテン。社交的で面倒見が良く、コミュ力にも優れている。メンバーのことはカウンターの奥からじっと見守っており、大人力として大抵のことは許してくれる。料理も得意。毛がすぐに伸びる事が悩み。バー「夜風」開業以前は裏欺機関でスパイをしていた。

### 『ましゅまいれっしゅ!!』からの登場バンド
アニメ『ましゅまいれっしゅ!!』から登場するバンド。ゲーム『Fes A Live』ではリリース時から登場する。

#### Mashumairesh!!
読みは「ましゅまいれっしゅ!!」。アンダーノースザワで結成。サンリオ公式キャラクターとして、個別に活動を行ってきたキャラクターたちがバンドメンバーとして登場している。SB69登場以降も、それぞれ個別の活動を継続して行なっている。
ほわん（Vo+Gt）
声 - 遠野ひかる
白っぽいきつね族。一人称は「うち」。北国の小さな村「えいやっと村」で生まれ育ち、いつか都会に行くことを夢見ている。家事は得意。
アニメ『ましゅまいれっしゅ!!』では主人公。えいやっと村では籠を背負って野菜の行商をしながら、家族と一緒に暮らしていた。
元々はサンリオアニメストアの看板娘として登場したキャラクター。
マシマヒメコ（Vo+Gt）
声 - 夏吉ゆうこ
縞々猫族。一人称は「あたし」。ピンクと金のしましまのツインテールがチャームポイント。人一倍楽器の練習を行っている。気が強く、素直になれない。
クリティクリスタの熱狂的なファンであり、クリティクリスタについて語る際にはとても熱くなってしまう。
元々はバーチャルタレント『となりの研究生マシマヒメコ。』としてデビューしたキャラクター。
デルミン（Vo+B）
声 - 和多田美咲
デビルミント鬼龍族。一人称は「デルミン」。敬語で話す。古いアパートで一人暮らしをしている。オニギリクママンのぬいぐるみを常に持っている。真面目でクールな性格。
デビルミント族の特徴として、「しゅびっ」という掛け声とともに額からビームを出せる。デビルミント鬼龍族の中では体が小さいため、修行には苦労していたという過去がある。
元々は『デビルミント鬼龍 デルミン』としてデビューしたキャラクター。「DEVILMINTKIRYU PROJECT」として様々な活動をしており、本作以前にはゲーム『＃コンパス 戦闘摂理解析システム』に出演したり、『SHOW BY ROCK!!』のDJイベント『3969 DJ Night in Shibuvallay』にてDJを行うなどの活動をしていた。
ルフユ（Vo+D）
声 - 山根綺
狼娘族。一人称は「私」。明るく元気な優等生だが、親に敷かれたレール通りの人生を歩んでいくことに疑問を抱き始めている。「ルナティック」が口癖。
アニメ版では今までの出来事を「オペレーションムーンライト」というノートにまとめている。
他メンバーと違い、唯一事前の活動を行っていない新キャラクター。2019年11月からはYouTubeにて、「ルフユの神ドラムへの道！」と称した動画投稿企画が開始されている。

#### DOKONJOFINGER
読みは「どこんじょうふぃんがー」。元は別々の学校の番長だったが、廃統合により全員が「区立DO根性北学園」の生徒となった。全員退学の危機にあったため、ユーダス校長の勧めでバンドを結成した。通称は「どこゆび」。アニメ版ではボロアパートでARCAREAFACTのチタンの隣室に住んでいる。
ヤス（Vo+Gt）
声 - 伊東健人
演 - 坂田隆一郎
八咫烏族の1年生。一人称は「俺」。弁当屋の息子。表情は無愛想。目付きが悪いせいでよく不良に絡まれる。得意技はデスクロスカウンター。異名は「死神八咫烏」。
ハッチン（Gt+Vo）
声 - 小松昌平
演 - Hayato
ブンブン蜂族の1年生。一人称は「オレ」。「ファ」が口癖。ファッショナブルなヤンキー。考えるよりも先に刺してしまう程短気であるが、根は純真。異名は「秒殺」。バンドの中で一番弱い。ヤスとは小学校が同じだったが、中学校は学区が違うために別れ、高校で再会した。
ジョウ（B）
声 - 小野友樹
演 - 高本学
不死鳥族の6年生。一人称は「オレ」。体は弱いが、喧嘩とメンタルは強い。入退院による留年を繰り返しているため、数年前に成人している。異名は「デスフェニックス」。
双循（そうじゅん）（D）
声 - 白井悠介
演 - 雷太
狛犬族の3年生。一人称は「ワシ」。端麗な容姿だが、戦いに関しては手段を選ばす、他のメンバーからは「ゲス」「外道」と称される。異名は「地獄の狛犬」。生徒会長をしており、購買の商品の転売などで予算を巻き上げている。

#### REIJINGSIGNAL
読みは「レイジングシグナル」。3人組の実力派ガールズバンド。セルフプロデュースにより活動している。
ファンを「マモーレ」と呼び、観客のうち1人を「ごちそう」として選び、メンバーと一夜を過ごす「ごちそうタイム」を実施している。かつて地下アイドル「GoGoしんGoず！」として活動していた経歴がある。
ララリン（Vo+Gt）
声 - Lynn
猛カラカル族。一人称は「ボク」。真剣正義担当。クールながら温厚な性格。肉好きの食いしん坊。地下アイドル時期のあだ名は「イソゲ」。
スモモネ（Vo+Gt）
声 - 芹澤優
桃モモンガ族。一人称は「あたし」。癒しセクシー担当。相手をからかうような小悪魔的な言動が目立つ。語尾に「〜ッス」をつけることが多い。地下アイドル時期のあだ名は「トマレ」。
ういうい（Vo+B）
声 - 鈴木みのり
氷うさぎ族。一人称は「ミー」。冷徹強欲頭脳担当。北欧の氷の国で育った。様々な国を転々としてきたため、英語交じりに語尾が「ゼヨ」といった珍妙な口調で話す。地下アイドル時期のあだ名は「ススメ」。

### 『Fes A Live』からの登場バンド
ゲーム『Fes A Live』から登場するバンド。

#### ヤバイ洗濯屋さん
2020年4月16日から追加実装。ヤバイTシャツ屋さんとのタイアップバンド。
Big hill Cityを中心に活動する洗濯屋ユニット。躍動感溢れる漂白力とストーリー性のある速乾力で幅広い層をターゲットに洗濯をしている。
こやしか（Vo+Gt）
歌 - こやまたくや
自称ヘラジカ族。ミステリアスに憧れている、SNSが趣味のデジタルボーイ。よくエゴサーチをしては帰りたいとつぶやいている。
タイアップバンドのボーカル&ギタリスト、こやまたくやがモデル。
ぺんぺんぼぼ（Vo+B）
歌 - しばたありぼぼ
カカカペンギン族。強メンタルな女子。ピンク色とアイドルとゲームが好き。洗濯中には前屈みで後ろへとステップしながら、けん玉をしている。
タイアップバンドのボーカル&ベーシスト、しばたありぼぼがモデル。
もりもりとぷす（Dr+Cho）
歌 - もりもりもと
トリケラトプス族。メンバーからはよくいじられているが、内には熱いハートを秘めており、毎日ちゃんと洗濯しようと思っている。
タイアップバンドのドラマー、もりもりもとがモデル。

#### マキシマム ザ ホルトン
2020年6月15日から追加実装。マキシマム ザ ホルモンとのタイアップバンド。
4豚からなるロックバンド。19トントン年にEight O.Gにて結成された。独自の語感表現で書かれたニトン語の歌詞は、意味不明に見えながらも奥深いメッセージ性がある。
マキシマムザ亮とん（Vo+Gt / 歌と6弦と弟）
歌 - マキシマムザ亮君
便所サンダルしか履けない悲しきモンスター。深刻な生活習慣病により30キロのダイエットを行った。
タイアップバンドの歌と6弦と弟（ボーカル&ギター）、マキシマムザ亮君がモデル。
ダイスケとん（Vo / キャーキャーうるさい方）
歌 - ダイスケはん
うどんの国、udon-city出身。デスボイスを担当するスクエアフェイス。
タイアップバンドのキャーキャーうるさい方（デスボイス）、ダイスケはんがモデル。
上とん（Ba+Vo / 4弦）
歌 - 上ちゃん
体中にお絵描き（タトゥー）があるベーシスト。介護福祉士免許を持っており、心やさしい性格。アニメオタク。けん玉が得意で、AKASHIRO歌合戦にけん玉で出場したことがある。
タイアップバンドの4弦（ベース&コーラス&ボーカル）、上ちゃんがモデル。
ナヲとん（Dr+Vo / ドラムと女声と姉）
歌 - ナヲ
紅一点のおかんドラマー。マキシマムザ亮とんの実姉。地上波バラエティ界に進出しがちと言われる。
タイアップバンドのドラムと女声と姉（ドラム&ボーカル）、ナヲがモデル。
アイナ・ジ・エンとん
歌 - アイナ・ジ・エンド（BiSH）
「ROLLING1000豚［KSUKE REMIX］ feat.アイナ・ジ・エンド（BiSH）」のゲストボーカル。2020年10月から2021年10月まで登場。
ゲストボーカルとして参加しているアイナ・ジ・エンドがモデル。

#### ゼロティックホリック
英字表記は「Zerotickholic」。2020年10月31日から追加実装。
天才科学者ギリリと、ギリリが造ったミライ型ミディドォルに憑依した天使たちとの4ピースバンド。天使たちの魂が「スポポポーン」と抜けてしまいやすいため、ギリリが開発した特殊な楽器を用いて音楽活動をし、そのエネルギーで魂を定着させている。
ぎゃらこ（Vo+B）
声 - ファイルーズあい
天使の魂が憑依したガラゴタイプドォル。一人称は「あちし」。記憶喪失らしく、言動はアホっぽい。1億69万層の特殊合金フレームを指先で破壊できるほどの腕力をもつ。ギリリの実験のお手伝いやとろとろ半熟目玉焼きが大好き。
しまっく（Vo+Gt）
声 - 松岡美里
堕天使の魂が憑依したシマテンレックタイプドォル。一人称は「私」。ギリリのことが大好きで、「単推し」「同担拒否」。クールな性格だが、心の内にはギリリへの熱い愛や情熱が秘められている。
れっぱにょ（Key）
声 - 前田佳織里
天使の魂が憑依したレッサーパンダタイプドォル。一人称は「わたくし」。敬語で話す。優しく穏やかな性格。母性に溢れており、膝枕、耳かき、マッサージなどの「おしおき」が趣味。愛でなんでもしてくれるため、「ダメミューモン製造天使」らしい。
ギリリ（Dr）
声 - 田中美海
コウガクレキリン族。一人称は「私」。聖MIDIチューセッチュ♡工科大学に在学する天才科学者で、常時メカアームを装備している。コミュニケーションが苦手な性格やメカアームのせいで学内では友達がいない。発明で特許を取得しており、それで得たサウンドルを寄付して学内に勝手に研究所を作っている。

#### ふぁにゃ
2020年12月24日から追加実装。fhánaとのタイアップバンド。
4人組グルーミング系バンド。自身の音源発表のほか、他アーティストへの楽曲提供、ライブなどを積極的に行っている。
さとにゃん（key+Cho）
歌 - 佐藤純一
白黒ネコ族。ふぁにゃのリーダーで、作曲のほか、他ミューモンへの楽曲提供も行っている。凄腕のピアニストで、キーボードの上には相棒の猫・チョコちゃんが一緒にいる。
タイアップユニットのキーボーディスト、佐藤純一がモデル。
とわにゃ（Vo）
歌 - towana
ムーンアビシニアン族。ハイトーンボイスの歌声が特徴。月の髪飾りをつけており、「お月様に帰らなければいけない」となんとなく思っている。
タイアップユニットのボーカル、towanaがモデル。
けびんぬ（Samp+Glock）
歌 - kevin mitsunaga
蝶ネクタイチンチラ族。「色んな音」担当。盛りアゲ役であり、演奏中にダンスを踊ることもある。自称ガジェット好き。好きな食べ物はキウイ。
タイアップユニットのサンプラー&鉄琴担当、kevin mitsunagaがモデル。
ワガニャー（Gt）
コックメインクーン族。料理が得意で、ギターよりもフライパンを握っている時間が長くなってきている。自分の作った料理をSNSに載せている。
タイアップユニットのギタリスト、yuxuki wagaがモデル。

#### Kuronoatmosphere
読みは「クロノアトモスフィア」。2021年1月31日から追加実装。
海の向こうの大国United Sound Cityから黒船に乗ってやってきたエモーショナルロックバンド。メンバーの名前が全て素数を用いたコードネームとなっている。ダークモンスターを裏で操り、バンドたちの活動を妨害していたと目されている。
919（ナイク）（Vo+Gt）
声 - 蒼井翔太
演 - 武本悠佑
狛犬族。沸点が低く、すぐにイラッとしてしまい冗談が通じない。元々は小柄で細い体型だったが、151と鍛えたことで現在のマッチョな体型となった。素肌にジャケット、ネクタイのみといった服装をしている。
『Fes A Live』ではメインストーリー第1章第4節から登場。当初は黒いローブで姿を隠していたが、第6節にて素顔と名前が明かされた。
661（ロロイ）（Key）
声 - 榊原優希
かまいたちWest族。ロコクの双子の兄。五七五のポエムにハマッている。クールでぶっきらぼう、マイペースな性格。
『Fes A Live』ではメインストーリー第1章第7節から登場。ロッカーのライブハウスにアルバイトとして応募してきた。
659（ロコク）（Dr）
声 - 小林大紀
かまいたちWest族。ロロイの双子の弟。ノリと愛想が良いツッコミ役。兄のことが大好きだが、冷めたおでんとこの世界そのものを嫌っている。
『Fes A Live』ではメインストーリー第1章第7節から登場。ロッカーのライブハウスにアルバイトとして応募してきた。
151（イコイ）（Ba）
声 - 武内駿輔
演 - タホリ玲央
ロケットウサギ族。長髪を耳のようにまとめている。西の音楽国家・USCの地下街の出身。地下闘技場で闘っていた過去を持ち、戦闘技術に長けている。
13（イミ）（Gt）
声 - 小林千晃
黒ウニ族。他メンバー全員の雇用主でもあって、メンバーは13に逆らえない様子。素性を知るものはいない謎の多いミューモン。

#### はぴだんぶい
英字表記は「Hapidanbui」。サンリオのキャラクターユニット・はぴだんぶいとのコラボレーションとして、2021年4月9日から2021年10月までの期間限定で実装された。2022年4月15日からは「3大サンリオコラボ」の一環として復刻して実装された。
サンリオ初のキャラクターユニット。ユニット名は「ハッピーになりたい男子たち、V字回復をねらう」という意味がこめられている。
ポチャッコ（Gt）
歌 - かないみか
ギター担当。
タキシードサム（Dr）
歌 - 杉山佳寿子
ドラム担当。
けろけろけろっぴ（Tamb）
歌 - くまいもとこ
タンバリン＆ホイッスル担当。
バッドばつ丸（Vo）
歌 - 瀧本富士子
ボーカル担当。
ハンギョドン（Ba）
歌 - 中尾隆聖
ベース担当。
あひるのペックル（Key）
歌 - 山田ふしぎ
キーボード担当。

#### 真天地海賊幽霊ジグジグ
読みは「しんてんちかいぞくゆうれいジグジグ」。2022年3月11日から追加実装（同年2月18日より楽曲のみ先行実装された）。-真天地開闢集団-ジグザグとのタイアップバンド。
キャッチコピーは「愚かなお宝に救いの手を―」。「この世の海の始まり紀」に本格始動し、宝島を探して「禊」と称したライブ航海を行っている。独特な世界観、幅の広い楽曲、幽霊体ならではのパフォーマンスが話題を集めている。
キャプテンみこみこ（唄＋弦楽器 / Vo+Gt）
歌 - 命-みこと-
幽霊ウサギ族。「破壊の幽霊船長」。かわいいものとジャンクフードが「だ〜い好き」。大事な時ほど寝坊してしまうお茶目な一面もある。
タイアップバンドの唄と弦楽器（ボーカル&ギター）、命-みこと-がモデル。
オフィサーりゅんりゅん（低音弦 / Ba）
幽霊龍族。「鳴弦の幽霊航海士」。お豆腐とカッコいいアニメが「だ〜い好き」。寝坊したキャプテンみこみこを起こしたり、エイブルシーマンまるまるの通訳をしたりと、面倒見が良い。
タイアップバンドの低音弦（ベース）、龍矢-りゅうや-がモデル。
エイブルシーマンまるまる（太鼓 / Dr）
幽霊わんわん族。「禁忌の幽霊水兵」。明るいもの、速いもの、にぎやかな場所、焼肉が「だ〜い好き」。頭に貼られたおフダの力で「ええね！」としか喋ることができない。様々な逸話を持つ。
タイアップバンドの太鼓（ドラム）、影丸-かげまる-がモデル。

#### サンリオコラボ
2022年4月29日より「3大サンリオコラボ」の一環として実装。それぞれのソロ楽曲が実装される。
ハローキティ
歌 - 林原めぐみ

シナモロール
歌 - 川田妙子

クロミ
歌 - 竹内順子

こぎみゅん
歌 - 花柚

### 各バンドの関係者
有栖川 メイプル（ありすがわ メイプル）
声 - 非公表（Webアニメ版）、うえだゆうじ（テレビアニメ・『Fes A Live』）
演 - 野崎数馬（第1弾） → 今拓哉（第3弾以降）
MIDICITYに本拠を構える弱小音楽事務所「BANDED ROCKING RECORDS（BRR）」（バンデッドロッキングレコーズ）の代表。卵に細い手足が付いたような容姿をしている。プラズマジカのダークモンスター「メカメイプル」と似ているが、本人は関与を否定している。人間形態では普段の姿からは想像もできないほどダンディで体格のいい中年男性の姿になる。アプリ版はお金が大好きな性格だが、TVアニメ版ではお金では買えない価値があると信じる性格である。
『〜しょ〜と!!』では阿の道場の師範など、様々な姿と役柄で登場する。
ジュダさん / ユーダス校長（ユーダス仁刃笛）
声 - 三木眞一郎
演 - 村上幸平
超大手事務所ジューダスの代表取締役。本名は不明だが、トライクロニカやARCAREAFACTのメンバーたちからは「ジュダさん」と呼ばれている。
旧アプリ版・テレビアニメ版第1・2期では設定のみの存在で、本人は『ましゅまいれっしゅ!!』から登場。区立DO根性北学園の校長・ユーダスとして登場している。退学直前の『DOKONJOFINGER』のメンバーたちにバンドをやることを促した。
『STARS!!』ではジュダさんとしても登場し、ユーダスと同一人物であることが明かされた。『ましゅまいれっしゅ!!』では仁刃笛（ジンバブエ）という名前を名乗って登場したことがあったが、その際の服装はジュダさんと同じであった。
『Fes A Live』には直接登場せず、伝言や矢文などで間接的に登場していた。ヤスのブロマイド「やると決めたら本気です。」のエピソードからユーダス仁刃笛という名前で登場する。ユーダス仁刃笛は以降の舞台版の役名などにも使われている。
クノウ
クロウの父。クノウファーム（CNOW FARM）を経営している。
じい
声 - 麻生智久（テレビアニメ版）、非公表（『Fes A Live』）
演 - 鳥羽潤
オリオンの執事。いつもオリオンの側にいる。オリオンのことを「ぼっちゃま」と呼ぶ。
バルト
声 - 非公表
チタンの弟で、二ケルの兄。チタンのことを「お兄様」と呼ぶ。チタンが出かけている間にニケルの面倒を見る。二ケルも同様に、ゲームでは両親は強制労働中のこと及びその原因を知らないが、TVアニメ版ではそれを知っている。
ニケル
声 - 非公表
チタンとバルトの弟。チタンのことを「お兄たま」、バルトのことを「ちぃ兄たま」と呼ぶ。
アダム、イヴ
演 - Kimeru（アダム）、吉岡佑（イヴ）
アマテラストの元メンバー。ゲーム・アニメでは回想シーンなどで少しだけ姿が登場する。
舞台版で本格的に登場。「défendu aube（デファンデュオーブ）」という2人組バンドを結成している。
マスター
声 - 千葉繁
かぶりものねこ族。『ましゅまいれっしゅ!!』から登場。『Mashumairesh!!』や『DOKONJOFINGER』がよく練習をしているライブハウス「スタジオUNZ」のマスター。若者を導くことが自分の役目と勝手に思っており、色々と世話を焼いている。
マシマヒメコとは昔からの知り合いで、「おじさん」と呼ばれている。
ほわんの家族
声 - 真田アサミ（母）、くじら（祖母）
ほわんの家族たち。母、父、祖母、祖父が登場。父は無口だが、ほわんには感情が伝わっている。祖父は家族たちからは死んだようなリアクションを取られ、ツッコミを入れる際の登場がほとんど。昔はロックをしていたらしく、祖母とはその縁で出会っている。実家の倉には楽器やアンプなどが残されている。
パパミン
声 - 小田柿悠太
デルミンの父。『#コンパス 戦闘摂理解析システム』が初出のキャラクター。
『STARS!!』ではデビルミント島でデルミンと再会するが、デルミンに戦うことと「パパミン」と呼ぶことを強要する一方でルフユを弟子に取る。最終的には音楽で戦いを終わらせようとするデルミンの気持ちを汲んで、彼女の音楽活動を応援するようになる。

### 『Fes A Live』の登場キャラクター
ロッカー
演 - 大前優樹
プレイヤーの分身。名前は自由に設定できるが、シナリオ中では「ロッカー」と呼ばれる。
「自分ロック探し」から故郷へと帰ってきたばかり。廃墟となっていた実家のライブハウスに住み着いていたラメカやジーペたちと共に、GURFの復活、ライブハウスの復興、町おこしを行う。
ラメカ・パシャリコワ
声 - 高橋花林
チンチラ族。新米カメラマン、およびライターで、プロを目指している。
『ましゅまいれっしゅ!!』では背景に登場。『STARS!!』では台詞付きで登場する。
ジーペ・パリスガワ
声 - 高戸靖広
アンプにとり憑いている幽霊。69年前に行われたGURFに出演していたギタリストだったが、ライブ中に魂が抜けてしまい、以来MIDICITYを彷徨っている。ロッカーにGURFの復活と、そのための町おこしを依頼する。
アニメ版『STARS!!』ではバンドマンを襲う謎のダークモンスターとして登場。魂が抜けた経緯は同じだが、さ迷いにさまよった後にラメカの居候しているスタジオのアンプの中に入りダークモンスター化した事になっている。

### テレビアニメ版の登場キャラクター
聖川 詩杏（ひじりかわ しあん）
声 - 稲川英里
TVアニメ版第1期・第2期の主人公。内気だが、とても音楽好きのメガネを掛けた高校1年生の少女。東京の都内にある高校に入学し、憧れの軽音楽部に入部しようとしているが、極度の引っ込み思案のために入学からしばらく経っても入部できていない（軽音楽部員は女子生徒4人が確認されており、直接顔は映し出されていないものの、その内の3人の女子部員はチュチュ、レトリー、モアと微かに面影が似ている）。自宅でゲーム『SHOW BY ROCK!!』をプレイしてアイテム「ストロベリーハート」を獲得した直後、突然ゲームの世界に引きずり込まれる。そして異世界にある音楽都市MIDICITYにミューモンであるシアンの姿で降り立ち、成り行きでプラズマジカのメンバーとして活動しながら、サウンドワールドに迫る危機に立ち向かっていく。
第2期では第1期で描かれた通り元の世界に帰還し、軽音楽部に入部して活動している。学園祭で披露する曲の製作が進まず悩んでいた中、MIDICITYの危機を救うために現れた「忍迅雷音」の神威によって、再びMIDICITYへと召喚される。新曲の製作が滞っていることからグレイトフルキングの特訓を自ら志願する。
ストロベリーハート
声 - 吉野裕行
ピンク色でハート型のボディを持つエレキギター。シアンからは「いちごちゃん」と呼ばれている。シアンにグレイトフルな音楽伝説を語り、シアンがバンドを始めるきっかけとなった。
TVアニメ版では現実世界で詩杏がゲームで獲得したアイテムで、サウンドワールドでは伝説のギターと言われている。楽器でありながら意思を持っており、単独で浮遊しながら言葉を発することができる。詩杏から「ベリーさん」と呼ばれている。当初は詩杏の前でのみ言葉を発し秘密にしていたが、第6話で詩杏と自身の秘密が仲間に知られて以降、秘密にすることはなくなり、プラズマジカのメンバーをサポートするようになる。また、第6話以降は時々オネエ口調になる。
ダガーによってサウンドワールドに呼び寄せられた詩杏を、ダガーのところに行かないように途中で介入し、ルートを逸らす。そしてサウンドワールドで右も左も分からない詩杏に、詩杏自身とサウンドワールドの置かれている状況を話し、ダークモンスター退治を（半ば強制的に）依頼する。後に伝説のギタリストのグレイトフルキングが憑依していることが判明する。
グレイトフルキング
声 - 吉野裕行
サウンドワールド伝説のギタリスト。リーゼントヘアと赤いタオルが特徴だが、常にシルエットで描かれ、素顔は不明。
TVアニメ版ではuvmとの専属契約でスタジオに軟禁状態になっている。しかし本人はダガーの行動を快く思っておらず、ダガーの野望を阻止するためにストロベリーハートに憑依し、詩杏をサポートしていた。しかしダガーには気づかれており、憑依し続けると自分自身も危ないらしい。
アンゼリカ
声 - 清水理沙
BRRの社員で、メイプルの秘書兼プラズマジカとシンガンクリムゾンズのマネージャーを務める妙齢の美女。右目を眼帯で覆っている。メイプルがサイドビジネスとして経営するカフェの店頭にも立っている。普段は優しいが、逆鱗に触れると非常に怖い。
『Fes A Live』では本編中には登場しない（アニメ版の再現ストーリーである『69メモリー』にも登場しない）が、一コママンガ内には登場している。
ダガー・モールス
声 - 黒田崇矢
TVアニメ版の黒幕。「unicorn virtual music（uvm）」社長。詩杏をサウンドワールドに引き込んだ張本人。陰でダークモンスターを操り、uvm所属バンド以外を全てつぶすことで、サウンドワールドのみならずサウンドコスモ全体を支配し、自分の掌中に収めることを目論んでいる。メイプルも昔はダガーの元にいた。
レトリーからは「黒クラゲ」、グレイトフルキングとクロウからは「黒クラゲ野郎」と呼ばれているが、オガサワラと以前uvm所属していたクリティクリスタからは「ダガー様」と呼ばれていた。
オガサワラ
声 - 佐々木義人
uvmの社員で、クリティクリスタのマネージャーを務める男。メイプルとは昔から因縁深い人物。金を稼ぐことを全てにおいて優先させている。ダガーの手下として、詩杏を捕獲するために噂を流し、人気バンドをダークモンスターを使って襲うなどの暗躍する。第2期ではウワサノペタルズのマネージャーを務める。
ヴィクトリアス
声 - 沢城みゆき
TVアニメ版第2期の黒幕。ヴィクトリアン星の総帥。通称「闇の女王」。サウンドエネルギーを使い、サウンドギャラクシーを征服しようとしている未来の存在。彼女の率いる闇の軍隊がMIDICITYを滅ぼすことが判っている。ただし、誕生前の正体が不明だった為に、忍迅雷音はそれを捜し求め事態を阻止する為に過去にタイムスリップしている。
現在の時間軸ではARCAREAFACTのマネージャー・マネ子であり、セレンに雇われた。この時はドジな面を見せた一方、チタン以外のメンバーを洗脳し、ARCAREAFACTの全財産を巻き上げて逃亡する等、邪悪な本性も垣間見せた。
かつては惑星オルディニスに住む一人の純真な少女で、「正義こそ力」を信条とし、音楽を心から愛していた。また、アストリアルという親友もいた。惑星オルディニスで行われた最終試験の際にアストリアルに裏切られたことで、憎しみや嫉妬などの負の感情が力の根源であることに気付くと、「闇こそ力」を信条とする現在の人格となり、ひたすら力を求めるようになった。
アストリアル
声 - 後藤麻衣
TVアニメ版第2期に登場。惑星オルディニスに住む少女で、ヴィクトリアスのかつての親友。
ヴィクトリアスと共にオルディニスを「正義で満たそう」と誓い合っていたが、最終試験で助けを求めるヴィクトリアスを見捨てたことで、ヴィクトリアスの豹変を招くことになった。

## 用語
MIDICITY（ミディシティ）
サウンドワールドにある12の音楽都市の一つ。音楽を制するものが王として君臨する、クールでカオスな音楽都市。ここには約2,000万人のミューモンが暮らしているらしい。
ミューモン
サウンドワールドに暮らす音楽生命体。世界中に様々な種族が存在し、姿形もさまざま。音楽が大好き。テンションが上がると人間体に変身する。
TVアニメ版と『Fes A Live』では通常時は人間形態、演奏時はSD形態となる。だが常に人間形態で描かれるキャラもいれば、常にSD形態で描かれるキャラもおり、区別は曖昧にされている。
メロディシアン
音楽エネルギーが凝縮された結晶石。ゲーム内では主にガチャを回す、ブロマイド枠を拡張するなどに使われる。
メロディシアンストーン
TVアニメ版に登場。サウンドワールドに存在する全ての生命に秘められた音のエネルギーで、優れた音楽とオーディエンスが共鳴することで高純度の結晶体になる。しかし闇の音楽エネルギーに触れるとダークメロディシアンに染まってしまう。
メロディシアンアルマース
TVアニメ版第2期に登場。上記のメロディシアンストーンの原石。第2期では徒然なる操り霧幻庵がこれを探しにMIDI CITYを去り、最終話ではヴィクトリアスに対し絶大な力を発揮した。
サウンドモンスター
絶望したミューモンの心の闇から、ダークメロディシアンが生まれ、凶悪なモンスターに変化してしまう。旧アプリ版ではすべてのバンドはそれぞれ対応するサウンドモンスターがいる。
BRR（BANDED ROCKING RECORDS）
弱小音楽事務所。所属グループはプラズマジカとシンガンクリムゾンズのみ。ビルには事務所とスタジオの他にカフェと寮が併設されており、プラズマジカのメンバーは全員ここで暮らしている。
TVアニメ版第2期ではクリティクリスタが所属することになった。
uvm（unicorn virtual music.inc.）
TVアニメ版に登場。ダガーが代表を務める最大手レコード会社。MIDICITYに高くそびえ立つタワーが本社。
対バン
2組のバンドが音楽で対決すること。
TVアニメ版では各バンドがそれぞれの持ち歌を披露し、会場やネット視聴のオーディエンスの投票によって勝敗を決定する。勝利したバンドはメロディシアンストーンが進化する他、サウンドル（サウンドワールドにおける通貨の単位）を入手できる。
ぴゅ〜るランド
TVアニメ版第2期でMIDICITYに建設される事が明らかとなった音楽のテーマパーク。第2話の出来事で、モアの故郷である惑星ぴゅるの王室（つまりモアの家）が建設資金の補助をする事が決定する。
惑星オルディニス
TVアニメ版第2期に登場。ヴィクトリアスの故郷。「効率と効果」を求める星で、幼少期から徹底的な英才教育が行われ、能力のない者は社会から排除される社会。
メイプルワンダフルロボ
TVアニメ版第2期でメイプルがヴィクトリアスに対抗するために秘密裏に作っていた戦闘用ロボット。メイプルはこれでヴィクトリアスを倒した。ただし、致命的な欠陥があった。

## Webアニメ
アプリ版配信開始前に各キャラクターの歌や日常などを描いたWebアニメが制作された。2013年5月10日よりPVが配信され、2013年5月30日よりプラズマジカ・シンガンクリムゾンズの2つのバンドのエピソードがそれぞれ全第3話で配信された。
- 配信場所：ニコニコ動画・YouTube

| サブタイトル                                 | 配信日         |
| -------------------------------------------- | -------------- |
| プラズマジカな午後 第1話                     | 2013年 5月30日 |
| レジェンド・オブ・シンガンクリムゾンズ -EP1- | 2013年 5月30日 |
| プラズマジカな午後 第2話                     | 6月6日         |
| レジェンド・オブ・シンガンクリムゾンズ -EP2- | 6月6日         |
| プラズマジカな午後 第3話                     | 6月13日        |
| レジェンド・オブ・シンガンクリムゾンズ -EP3- | 6月13日        |

## テレビアニメ

### ボンズ版
2015年4月よりTOKYO MXなどで放送されている。アニメーション制作はボンズ。
第1期は2015年4月から6月まで放送された。全12話。なお、発表当初は深夜帯での放送と報じられていたが、TOKYO MXにおいては本放送がプライムタイム、再放送が夕方に放送されており、 読売テレビおよびBS11において深夜帯での放送が実施されている。
2015年11月8日 イベント『徒然なるクリクリプラズマ♪ガールズバンドふぇすてぃばる！〜みーんな大好きにゃん♡〜』にてTVアニメ第2期（続編）とショートアニメの製作が発表された。
2016年7月から9月までショートアニメ『SHOW BY ROCK!! しょ〜と!!』がTOKYO MX、読売テレビ、BSフジでいずれも深夜帯で放送された。各話3分のオムニバス形式で、全12話。
同年10月から12月まで本編の第2期『SHOW BY ROCK!!#』が全12話放送された。放送局・放送時間帯は本編第1期とほぼ同様だが、新たにテレビ愛知でも放送されている。
世界観など大きな点はゲーム設定をそのまま使用、TVアニメ用にオリジナルストーリーとして制作され、プラズマジカのシアンの設定、各バンドのミューモンの担当声優など、一部変更点がある。
ストーリーの中心となるバンドは、プラズマジカをメインに、シンガンクリムゾンズ、徒然なる操り霧幻庵、トライクロニカ、クリティクリスタの5組となっている。第2期ではBUD VIRGIN LOGICとARCAREAFACTも加わり7組となった。
2頭身ミューモン時（SD状態）では、場面に応じて3DCGを採用している。CG制作はStudioGOONEYSが担当。
本アニメに合わせて制作される各バンドの新譜は、それぞれ各バンドごとに個別の音楽プロデューサー担当が決められており音楽制作を担当する。
2016年度のAnimelo Summer Live 2016 刻 -TOKI-2日目に「プラズマジカ（稲川英里、上坂すみれ、沼倉愛美、佐倉綾音）」として衣装や楽器をそれぞれキャラクターに合わせて用意し壇上に上がる。

#### ストーリー（アニメ）
第1期
入学を過ぎてある日のこと、女子高校生の聖川詩杏は音楽が大好きでバンドがやりたいが、内気で今だ言い出せず軽音楽部の活動している音楽室の扉まで行くも後一歩踏み出せない。そんなある日に家でスマホの音楽ゲーム「SHOW BY ROCK!!」をしてギターアイテム（ストロベリーハート）をゲットした瞬間に異世界のゲーム世界に引きずり込まれ、何も分からないままガールズバンド「プラズマジカ」のシアンとしてバンドデビュー。その世界は音楽を制するものが王として君臨する都市MIDICITYだった。プラズマジカを待ち受けるさまざまなことを乗り越えられるのか？そしてダークモンスターとは？詩杏はプラズマジカのメンバーたちとともに成長していく。
第2期
時は未来、突如、襲来した闇の女王ヴィクトリアスによって、滅亡へのカウントダウンに直面したMIDICITY。その襲撃により、傷を負い、逃げ延びたプラズマジカ（チュチュ、レトリー、モア）以外のバンドはBUD VIRGIN LOGICと復活したダガーによって、全滅した。この難を逃れ、絶望の未来を変えるために立ち上がったバンドがいた。忍迅雷音である。彼らはこの最悪の事態を阻止するべく、過去のMIDICITYへとタイムスリップを行う。
一方、詩杏は学園祭用の楽曲が上手く作れずに悩んでいた。自責と後悔の念に囚われながらもふと口ずさむ曲。実はこの曲は同じ頃忍迅雷音から未来のMIDICITYの危機を知らされたプラズマジカのメンバーも同時に口ずさんでいた。そして、詩杏は謎のロボット忍者に再びMIDICITYに召喚されシアンになってMIDICITYに舞い戻って来る。
BRRのライブに現れたアイレーンには倒したはずのダガーが傍らに付いているという事実にメンバーは驚愕する。お馴染みのバンドと新たなるバンドと共にMIDICITYで四人での音楽活動を再開したシアンたちプラズマジカだが、果たしてダガーの野望、闇の女王の陰謀とMIDICITYの滅亡を阻止することは出来るのか?MIDICITYに新たに建設される音楽テーマパーク"ぴゅ〜るランド"は無事に開園出来るのか?
そして、詩杏は元の世界に戻り、見事に学園祭用の楽曲を完成させて、学園祭当日に披露し、成功することは出来るのか?

#### スタッフ（ボンズ版）
- 原作 - サンリオ
- 監督 - 池添隆博
- シリーズ構成・脚本 - 待田堂子
- キャラクターデザイン - 大城勝
- サブキャラクター・プロップデザイン - ヒラタリョウ
- コンセプト・メカデザイン - 片貝文洋
- キーアニメーター - 永作友克
- 色彩設計 - 中尾総子
- 美術設定 - 小倉奈緒美
- 美術監督 - 熊野はつみ
- 撮影監督 - 神林剛
- CG監督 - 佐々木涼
- 編集 - 坂本久美子
- 音響監督 - 三間雅文（第1期・第2期）、中嶋聡彦（しょ〜と!!）
- 音響効果 - 倉橋静男
- 音楽 - 高梨康治、Funta7、Rega Sound
- 音楽制作 - ポニーキャニオン
- 音楽プロデューサー - 高畑裕一郎
- プロデューサー - 安藤盛治、塩谷尚史、松岡貴徳、高橋卓也、町田雄史、飯塚寿雄、細田成樹、買場道雄・榎本香菜・森口健（第1期）、吉沼忍・太田慎也・土屋孝之・青木絵理子（第2期）
- アニメーションプロデューサー - 渡辺マコト
- アニメーション制作 - ボンズ
- 製作 - SHOWBYROCK!!製作委員会（第1期）、SHOWBYROCK!!製作委員会#（第2期）

#### 主題歌
エンディングクレジットでは、楽曲の制作者はキャラクターたちが表記されており、実際の制作者は「楽曲制作協力」としてクレジットされている。本項目では劇中設定は省略し、実際の制作者のみを記載。詳細は「SHOW BY ROCK!!のディスコグラフィ」を参照。
第1期
「青春はNon-Stop!」
プラズマジカによるオープニングテーマ。作詞・作曲・編曲はRegaSound。
第1話は「青春はNon-Stop! シアンver.」、第12話は挿入歌として放送。
「Have a nice MUSIC!!」
プラズマジカによるエンディングテーマ。作詞は高瀬愛虹、作曲はno_my、編曲は草野よしひろ。
挿入歌
「キミと☆Are You Ready?」（第1期 第1・11話、第2期 第4話）
トライクロニカによる挿入歌。作詞は山口優、作曲は谷口尚久、編曲 - 藤本功一。
「Falling Roses」（第1期 第2・5話）
シンガンクリムゾンズによる挿入歌。作詞・作曲・編曲はマチゲリータ。
「迷宮DESTINY」（第1期 第3・12話）
プラズマジカによる挿入歌。作詞は瀬名恵、作曲はRegaSound、編曲はLeda。
「Yes!アイドル♡宣言」（第1期 第3・9話）
クリティクリスタによる挿入歌。作詞・作曲は遠藤直弥、編曲は中西亮輔。
「旅路宵酔ゐ夢花火」（第1期 第4・11話）
徒然なる操り霧幻庵による挿入歌。作詞は仰木日向、作曲・編曲は伊藤翼。
「流星ドリームライン」（第1期 第6・9・10・12話、第2期 第1話）
プラズマジカによる挿入歌。作詞・作曲・編曲はRegaSound。
第1期第6話は「流星ドリームライン バラードver.」として放送。
「Crimson quartet -深紅き四重奏-」（第1期 第7・11話）
シンガンクリムゾンズによる挿入歌。作詞はマチゲリータ、作曲・編曲はeba/Main。

しょ〜と!!
本作のみ楽曲のクレジットは実際の制作者のみが記載され、キャラクターはクレジットされていない。
「ドレミファPARTY」（第1話 - 第12話）
プラズマジカによる主題歌。作詞は高瀬愛虹、作曲はno_my、編曲は草野よしひろ。
第12話はアニメーションが異なり、プラズマジカの4人が視聴者に挨拶している。
なお、作品タイトルはエンディングの最後（つまり各話終了時）に初めて表示される構成で、第12話のみタイトルコールが入る。
挿入歌
「青春はOn-Going!」（第1話）
プラズマジカによる挿入歌。作詞・作曲・編曲はRega Sound。
「ビビビーチ♡ビビビビーチ！」（第1・3・8・11話）
クリティクリスタによる挿入歌。作詞・作曲・編曲は篠崎あやと。
「Break up all this World」（第2・7話）
シンガンクリムゾンズ［クロウ（谷山紀章）］による挿入歌。作詞・作曲・編曲はRega Sound。
「流離 〜SASURAI〜」（第4・6・10話）
徒然なる操り霧幻庵による挿入歌。作詞・作曲・編曲はYocke。
「今夜は星空ディスコティック☆」（第5・7・9・12話）
トライクロニカによる挿入歌。作詞は藤本功一と宮川弾、作曲・編曲は藤本功一。
「旅路宵酔ゐ夢花火」（第10話）
徒然なる操り霧幻庵による挿入歌。

第2期
「ハートをRock!!」（第2話 - 第12話）
プラズマジカによるオープニングテーマ。作詞・作曲・編曲はRegaSound。
「My Song is YOU !!」（第1話 - 第12話）
プラズマジカによるオープニングテーマ。作詞は高瀬愛虹、作曲はno_my、編曲はFunta7。
第12話では本編に組み込まれ、映像に登場するキャラクターに合わせて担当声優がクレジットされる。
挿入歌
「背徳のカタストロフィ」（第1・5話）
シンガンクリムゾンズ［クロウ（谷山紀章）］による挿入歌。作詞・作曲・編曲はRega Sound。
「×旋律-Schlehit Melodie-」（第1・5話）
BUD VIRGIN LOGIC［アイレーン（野口瑠璃子）］による挿入歌。作詞・作曲・編曲はマチゲリータ。
「プラズマism」（第2話）
プラズマジカによる挿入歌。作詞は高瀬愛虹、作曲はno_my、編曲はRega Soundと高畑裕一郎。
「放て！どどどーん！」（第3・4話）
クリティクリスタによる挿入歌。作詞・作曲はくろかわまさきち、編曲はmo2。
「胸騒ぎJust☆Paradise」（第4話）
トライクロニカによる挿入歌。作詞は藤本功一と宮川弾、作曲・編曲は藤本功一。
「ジャスタウェイク」（第5・8話）
ARCAREAFACT［チタン（小林裕介）］による挿入歌。作詞・作曲・編曲はRegaSound。
「Cadenza」（第6話）
Amatelast［愁（宮野真守）］による挿入歌。作詞・作曲・編曲はLeda。
「十六夜ゐ雪洞唄」（第7話）
徒然なる操り霧幻庵による挿入歌。作詞は仰木日向、作曲・編曲は伊藤翼。
「Re:Climb」（第8話）
シンガンクリムゾンズ［クロウ（谷山紀章）］による挿入歌。作詞・作曲・編曲はRegaSound。
「断罪のソリテュード」（第9話）
BUD VIRGIN LOGIC［アイレーン（野口瑠璃子）］による挿入歌。作詞・作曲・編曲はマチゲリータ。
「絆エターナル」（第9話）
プラズマジカによる挿入歌。作詞は瀬名恵、作曲・編曲はLeda。
「My Resolution 〜未来への絆〜（TV Special edit.）」（第12話）
プラズマジカ、シンガンクリムゾンズ［クロウ（谷山紀章）］、トライクロニカ［シュウ☆ゾー（宮野真守）］、クリティクリスタ［ロージア（日高里菜）］、徒然なる操り霧幻庵［ダル太夫（潘めぐみ）］。作詞・作曲・編曲はRegaSound。
「Close to you（詩杏 ver.）」（第12話）
聖川詩杏（稲川英里）による挿入歌。作詞は瀬名恵、作曲は8STYLE、編曲はRegaSound。
事実上第12話のもう一つのエンディングとして使用され、キャストを除くエンドロールが流された。

#### 各話リスト
本編（第1期・第2期）のサブタイトルは基本的に使用曲のタイトルが使われるが、一部例外もある。
| 話数     | サブタイトル                                                    | 絵コンテ          | 演出                | 作画監督                                                                                 |
| 第1期    | 第1期                                                           | 第1期             | 第1期               | 第1期                                                                                    |
| -------- | --------------------------------------------------------------- | ----------------- | ------------------- | ---------------------------------------------------------------------------------------- |
| track-01 | Have a nice MUSIC!!                                             | 池添隆博          | 山岸大悟            | 大城勝                                                                                   |
| track-02 | 俺たちは深紅色の心眼で（以下略）                                | 池添隆博          | 清水一伸            | 吉田巧介                                                                                 |
| track-03 | Yes!アイドル♡宣言                                               | 池添隆博          | 鳥井聖美            | 橋本千絵                                                                                 |
| track-04 | 旅路宵酔ゐ夢花火                                                | 池添隆博          | 宮原秀二            | 徳岡絋平                                                                                 |
| track-05 | 迷宮DESTINY                                                     | 池添隆博          | 塚田拓郎            | 竹内旭、大城勝                                                                           |
| track-06 | DOKIィッ!?水着だらけの海合宿♡ですぞ♪                            | 五十嵐卓哉        | 山岸大悟            | 新井伸浩、諏訪真弘                                                                       |
| track-07 | 妖怪ストリート                                                  | 池添隆博          | 清水一伸            | 吉田巧介                                                                                 |
| track-08 | Crimson quartet -深紅き四重奏-                                  | 三條なみみ        | 宮原秀二            | 徳岡紘平、菅野宏紀                                                                       |
| track-09 | 流星ドリームライン                                              | 池添隆博          | 山岸大悟            | 竹内旭、大城勝 西島翔平、大城勝（総）                                                    |
| track-10 | ウラハラなRhapsody                                              | もりたけし        | 塚田拓郎            | 新井伸浩、永作友克                                                                       |
| track-11 | グレイトフル ロックフェス                                       | 池添隆博          | 野亦則行            | 菅野宏紀、徳岡絋平                                                                       |
| track-12 | 青春はNon-Stop!                                                 | 池添隆博          | 山岸大悟 池添隆博   | 大城勝、永作友克 竹内旭                                                                  |
| しょ〜と |                                                                 |                   |                     |                                                                                          |
| #01      | 解子のルルルルーム♡（プラズマジカ編）                           | 池添隆博          | 池添隆博            | 永作友克                                                                                 |
| #02      | 打ち込め!俺達の紅蓮の炎を白球に込め（以下略）                   | 池添隆博          | 池添隆博            | 永作友克                                                                                 |
| #03      | 解子のルルルルーム♡（クリティクリスタ編）                       | 池添隆博          | 池添隆博            | 永作友克                                                                                 |
| #04      | 竹馬の友                                                        | 池添隆博          | 池添隆博            | 永作友克                                                                                 |
| #05      | 解子のルルルルーム♡（トライクロニカ編）                         | 池添隆博          | 池添隆博            | 永作友克                                                                                 |
| #06      | 運命の出会い                                                    | 池添隆博          | 池添隆博            | 永作友克                                                                                 |
| #07      | 解子のルルルルーム♡（シンガンクリムゾンズ編）                   | 池添隆博          | 池添隆博            | 永作友克                                                                                 |
| #08      | スパリゾートMIDIシアンズ CMメイキング♡                          | 池添隆博          | 池添隆博            | 永作友克                                                                                 |
| #09      | シュウ☆ゾーの夢銀河☆とっても☆ダンススタジオ                     | 池添隆博          | 池添隆博            | 永作友克                                                                                 |
| #10      | 解子のルルルルーム♡（徒然なる操り霧幻庵編）                     | 池添隆博          | 池添隆博            | 永作友克                                                                                 |
| #11      | 聖MIDI女学園中等部 あざと学特別講義                             | 池添隆博          | 池添隆博            | 永作友克                                                                                 |
| #12      | MIDI-BOP 落書きハイスクール                                     | 池添隆博          | 池添隆博            | 永作友克                                                                                 |
| 第2期    |                                                                 |                   |                     |                                                                                          |
| track-01 | 旋律-Schlehit Melodie-                                          | 池添隆博          | 山岸大悟            | 徳岡絋平、大城勝                                                                         |
| track-02 | プラズマism                                                     | 池添隆博          | 鳥井聖美            | 橋本千絵                                                                                 |
| track-03 | 放て！どどどーん！                                              | 森川さやか        | 古賀一臣            | 中野彰子                                                                                 |
| track-04 | ドキィッ!?が〜るずだらけのふわっふわ水泳大会！ですぞ♡ポ（以下略 | 池添隆博          | 森川さやか 蓮井隆弘 | 松永絵美、荒木弥緒 斉藤香                                                                |
| track-05 | ジャスタウェイク                                                | 石平信司 池添隆博 | いわもとやすお      | 吉田巧介                                                                                 |
| track-06 | Cadenza                                                         | 山岸大悟          | 橋本千絵            | 鳥井聖美、松林志穂美                                                                     |
| track-07 | 十六夜ゐ雪洞唄                                                  | 池添隆博          | 阿部雅司            | 大城勝、斎藤香 荒木弥緒、柴田淳 永作友克、松永絵美 原夕佳、稲熊一晃 菱沼義仁             |
| track-08 | Re:Climb                                                        | 池添隆博          | 山岸大悟            | 大城勝、藤田しげる 荒木弥緒、斎藤香 永作友克、松永絵美 原夕佳、柴田淳 廣江啓輔、稲能一晃 |
| track-09 | 絆エターナル                                                    | 池添隆博          | 大矢雄嗣 角地拓大   | 大城勝、原夕佳 吉田巧介、松永絵美 廣江啓輔、荒木弥緒 稲能一晃                            |
| track-10 | 断罪のソリテュード                                              | 池添隆博          | 野亦則行            | 大城勝、藤田しげる 吉田巧介、松永絵美 廣江啓輔、荒木弥緒 稲熊一晃、斎藤香 原夕佳         |
| track-11 | My Resolution                                                   | 池添隆博          | 池添隆博 山岸大悟   | 大城勝、松永絵美 廣江啓輔、荒木弥緒 稲能一晃、斎藤香 原夕佳                              |
| track-12 | My Song is YOU!!                                                | 池添隆博          | 池添隆博            | 永作友克                                                                                 |

#### 放送局
| 放送期間               | 放送時間                     | 放送局     | 対象地域   | 備考                              |
| ---------------------- | ---------------------------- | ---------- | ---------- | --------------------------------- |
| 2015年4月5日 - 6月21日 | 日曜 22:00 - 22:28           | TOKYO MX   | 東京都     | 製作委員会参加 / リピート放送あり |
| 2015年4月7日 - 6月23日 | 火曜 3:00 - 3:30（月曜深夜） | BS11       | 日本全域   | 『ANIME+』枠                      |
|                        | 火曜 3:02 - 3:33（月曜深夜） | 読売テレビ | 近畿広域圏 | 『MANPA』第3部                    |

| 配信開始日    | 配信時間                                                  | 配信サイト                       | 備考 |
| ------------- | --------------------------------------------------------- | -------------------------------- | ---- |
| 2015年4月7日  | 火曜 12:00 更新                                           | ニコニコチャンネル dアニメストア |      |
|               | 火曜 22:30 - 23:00                                        | ニコニコ生放送                   |      |
| 2015年4月21日 | 火曜 12:00 更新                                           | バンダイチャンネル               |      |
| 2015年4月22日 | 水曜 0:00 更新                                            | PlayStation Store                |      |
|               | 水曜 16:00 更新（第1話のみ） 火曜 12:00 更新（第2話以降） | GYAO!                            |      |

| 放送期間               | 放送時間                     | 放送局     | 対象地域   | 備考                                                         |
| ---------------------- | ---------------------------- | ---------- | ---------- | ------------------------------------------------------------ |
| 2016年7月5日 - 9月20日 | 火曜 1:00 - 1:05（月曜深夜） | TOKYO MX   | 東京都     | リピート放送あり                                             |
|                        |                              | BSフジ     | 日本全域   |                                                              |
|                        | 火曜 2:59 - 3:03（月曜深夜） | 読売テレビ | 近畿広域圏 | 『MANPA』第3部                                               |
| 2016年12月27日         | 火曜 2:59 - 3:29（月曜深夜） | テレビ愛知 | 愛知県     | セレクト放送(#01,#02,#07,#04,#06,#11,#09,#12)                |
| 2016年12月28日         | 水曜 3:00 - 3:30（火曜深夜） | BS11       | 日本全域   | 『ANIME+』枠 / セレクト放送(#01,#02,#07,#04,#06,#11,#09,#12) |

| 配信開始日   | 配信時間           | 配信サイト             |
| ------------ | ------------------ | ---------------------- |
| 2016年7月5日 | 火曜 12:00 更新    | dアニメストア          |
|              | 火曜 22:56 - 23:00 | AbemaTV 新作TVアニメch |

| 放送期間                 | 放送時間                     | 放送局     | 対象地域   | 備考                                               |
| ------------------------ | ---------------------------- | ---------- | ---------- | -------------------------------------------------- |
| 2016年10月2日 - 12月18日 | 日曜 22:00 - 22:28           | TOKYO MX   | 東京都     | 製作委員会参加 / リピート放送あり / エムキャス対応 |
| 2016年10月4日 - 12月20日 | 火曜 2:35 - 3:05（月曜深夜） | テレビ愛知 | 愛知県     |                                                    |
|                          | 火曜 3:01 - 3:33（月曜深夜） | 読売テレビ | 近畿広域圏 | 『MANPA』第3部                                     |
| 2016年10月5日 - 12月21日 | 水曜 3:00 - 3:30（火曜深夜） | BS11       | 日本全域   | 『ANIME+』枠                                       |

| 配信開始日     | 配信時間           | 配信サイト |
| -------------- | ------------------ | --- |
| 2016年10月3日  | 月曜 12:00 更新    | dアニメストア |
| 2016年10月5日  | 水曜 19:00 - 19:30 | エムキャス |
| 2016年10月6日  | 木曜 22:00 - 22:30 | ニコニコ生放送                                                                                                   |
|                | 木曜 22:30 更新    | ニコニコチャンネル                                                                                               |
| 2016年10月10日 | 月曜 12:00 更新    | バンダイチャンネル U-NEXT アニメ放題 フジテレビオンデマンド J:COMオンデマンド ビデオパス ひかりTV GYAO! ShowTime |
|                | 月曜 23:30 - 23:56 | AbemaTV 新作TVアニメch                                                                                           |

#### BD / DVD
| 巻 | 発売日         | 収録話          | 規格品番   | 規格品番   |
| 巻 | 発売日         | 収録話          | BD限定版   | DVD通常版  |
| -- | -------------- | --------------- | ---------- | ---------- |
| 1  | 2015年6月24日  | 第1話 - 第2話   | PCXE-50541 | PCBE-54871 |
| 2  | 2015年7月22日  | 第3話 - 第4話   | PCXE-50542 | PCBE-54872 |
| 3  | 2015年8月26日  | 第5話 - 第6話   | PCXE-50543 | PCBE-54873 |
| 4  | 2015年9月16日  | 第7話 - 第8話   | PCXE-50544 | PCBE-54874 |
| 5  | 2015年10月28日 | 第9話 - 第10話  | PCXE-50545 | PCBE-54875 |
| 6  | 2015年11月25日 | 第11話 - 第12話 | PCXE-50546 | PCBE-54876 |

| 巻 | 発売日         | 収録話          | 規格品番   | 規格品番   |
| 巻 | 発売日         | 収録話          | BD限定版   | DVD通常版  |
| -- | -------------- | --------------- | ---------- | ---------- |
| 1  | 2016年12月28日 | 第1話 - 第2話   | PCXE-50721 | PCBE-55541 |
| 2  | 2017年1月25日  | 第3話 - 第4話   | PCXE-50722 | PCBE-55542 |
| 3  | 2017年2月22日  | 第5話 - 第6話   | PCXE-50723 | PCBE-55543 |
| 4  | 2017年3月15日  | 第7話 - 第8話   | PCXE-50724 | PCBE-55544 |
| 5  | 2017年4月19日  | 第9話 - 第10話  | PCXE-50725 | PCBE-55545 |
| 6  | 2017年5月17日  | 第11話 - 第12話 | PCXE-50726 | PCBE-55546 |

| TOKYO MX 日曜 22:00 - 22:28枠 | TOKYO MX 日曜 22:00 - 22:28枠 | TOKYO MX 日曜 22:00 - 22:28枠 |
| 前番組                        | 番組名                        | 次番組                        |
| ----------------------------- | ----------------------------- | ----------------------------- |
| 夜ノヤッターマン              | SHOW BY ROCK!!                | VENUS PROJECT                 |
| 不機嫌なモノノケ庵            | SHOW BY ROCK!!#               | エルドライブ【ēlDLIVE】       |

### ましゅまいれっしゅ!!
『SHOW BY ROCK!! ましゅまいれっしゅ!!』は、2020年1月から3月までTOKYO MXほかにて放送されたテレビアニメ。『SHOW BY ROCK!!』のアニメとしては三年ぶりとなる。
新バンド「Mashumairesh!!」を主人公とし、アニメーション制作はキネマシトラス、CG制作はポリゴン・ピクチュアズが担当する等、制作体制が大幅に変更されている。

#### スタッフ（ましゅまいれっしゅ!!）
- 原作 - サンリオ
- 監督 - 孫承希
- シリーズ構成 - 田沢大典
- キャラクターデザイン・総作画監督 - 伊藤晋之
- アドバイザー - 小島正幸
- メインアニメーター - 石毛理恵
- デザインリーダー - 高倉武史
- プロップデザイン - 杉村絢子、松尾亜希子、清水海都
- 美術設定 - 菱沼由典
- 色彩設計 - 宮脇裕美
- 撮影監督 - 岩崎敦
- CGディレクター - 上本雅之
- CGプロデューサー - 細江加奈子
- CGプロデュース - POLYGON PICTURES
- 編集 - 髙橋歩
- 音響監督 - 郷文裕貴
- 音楽 - 高梨康治、Funta7
- 音楽プロデューサー - 松岡貴徳
- 音楽制作 - ポニーキャニオン
- プロデューサー - 安藤盛治、松岡貴徳、高橋卓也、町田雄史、田中宏孝、北澤史隆、金子広孝、宮城惣次、百田英生、隈元優介、大森慎司、椎名崇徳、本間裕之
- アニメーションプロデューサー - 小笠原宗紀
- ラインプロデューサー - 直江昌之
- アニメーション制作 - キネマシトラス
- 制作 - SHOWBYROCK!!製作委員会M（フリュー、ポニーキャニオン、サンリオ、サミー、東京メトロポリタンテレビジョン、クロックワークス、81プロデュース、ソニー・ミュージックソリューションズ、BSフジ、スクウェア・エニックス、創通、北海道文化放送）

#### 主題歌（ましゅまいれっしゅ!!）
第1期・第2期同様、楽曲の制作者はキャラクターたちが表記されており、実際の制作者は「楽曲制作協力」としてクレジットされている。本項目では省略するため、詳細は「SHOW BY ROCK!!のディスコグラフィ」を参照。
楽曲は挿入歌として使用される「TV edit」とシングルCDに収録されるフルバージョンで、歌いわけが異なる楽曲が存在する。TV editは先行配信としてダウンロード販売されるほか、サウンドトラックに収録される。
「ヒロメネス」
Mashumairesh!!によるオープニングテーマ。作詞・作曲・編曲は大和。
「キミのラプソディー」
Mashumairesh!!によるエンディングテーマ。作詞・作曲はWiggy、編曲は三谷秀甫。

#### 挿入歌（ましゅまいれっしゅ!!）
「まっしろスタートライン」
ほわん（遠野ひかる）による第1話の挿入歌。作詞・作曲・編曲は新田目翔。
「エールアンドレスポンス」
Mashumairesh!!による第1話、第8話の挿入歌。作詞・作曲はヨシダタクミ、編曲は中島生也（monoralism）。
「移動手段はバイクです」
DOKONJOFINGERによる第3話の挿入歌。作詞・作曲・編曲は大和。
TV editはヤスによるソロ歌唱だが、シングルCDにはメンバー4人で歌いわけるバージョンが収録される。
「No problem!!」
デルミン（和多田美咲）とルフユ（山根綺）による第4話の挿入歌。
「Parallelism Crown」
REIJINGSIGNALによる第5話の挿入歌。作詞・作曲はYugo Ichikawa、編曲はYugo Ichikawaとyksb。
「ネオンテトラの空」
REIJINGSIGNALによる第8話の挿入歌。作詞は宮嶋淳子、作曲・編曲はトミタカズキ。
「カバンには鉄板です」
DOKONJOFINGERによる第9話の挿入歌。作詞・作曲・編曲は大和。
「プラットホーム」
Mashumairesh!!による第12話の挿入歌。楽曲制作協力はトミタカズキ。

#### 各話リスト（ましゅまいれっしゅ!!）
第1期・第2期同様、原則として使用楽曲のタイトルをサブタイトルとしている。
| 話数   | サブタイトル                          | シナリオ          | 絵コンテ        | 演出       | 作画監督                                                                                                 | メカ作画監督 | 総作画監督        | 放送日        |
| ------ | ------------------------------------- | ----------------- | --------------- | ---------- | --- | ------------ | ----------------- | ------------- |
| 第1話  | まっしろスタートライン                | 田沢大典          | 孫承希          | 孫承希     | 松尾亜希子 摺木沙織 石毛理恵                                                                             | 高倉武史     | -                 | 2020年 1月9日 |
| 第2話  | エールアンドレスポンス                | 田沢大典          | 鈴木龍太郎      | 鈴木龍太郎 | 園瀬基 清水海都 白井瑶子 山村俊了 佐藤このみ                                                             | 高倉武史     | -                 | 1月16日       |
| 第3話  | 移動手段はバイクです                  | 待田堂子          | 中村里美        | 峯友則     | 松尾亜希子 摺木沙織 山村俊了 はっとりますみ 大高雄太                                                     | -            | -                 | 1月23日       |
| 第4話  | No problem!!                          | 渡邊大輔          | 名村英敏        | 山本貴則   | 清水海都 国吉杏美 斎藤大輔 園瀬基 志賀道憲                                                               | -            | -                 | 1月30日       |
| 第5話  | Parallelism Crown                     | 渡邊大輔          | 工藤利春 孫承希 | 鈴木龍太郎 | 松尾亜希子 白井瑶子 摺木沙織 杉山有沙 伊藤晋之 齊田博之 大村将司 斎藤大輔 小栗寛子                       | 高倉武史     | 伊藤晋之 齊田博之 | 2月6日        |
| 第6話  | ヒロメネス                            | 田沢大典          | 小島正幸        | 孫承希     | 諏訪真弘 清水海都 高橋瑞紀 谷紫織 安田祥子 北原安鶴紗 世良コータ                                         | -            | 伊藤晋之 齊田博之 | 2月13日       |
| 第7話  | ど根性と深紅色の翼閃く EndlessなWaltz | 待田堂子          | 名村英敏        | 峯友則     | 永作友克 滝口弘喜 杉山有沙 国吉杏美 山本月穂 石毛理恵                                                    | -            | 伊藤晋之 齊田博之 | 2月20日       |
| 第8話  | ネオンテトラの空                      | 渡邊大輔          | 山本貴則        | 山本貴則   | 清水海都 蒲田明美 松尾亜希子 摺木沙織 国吉杏美 園瀬基 山本貴則                                           | 高倉武史     | 伊藤晋之 齊田博之 | 2月27日       |
| 第9話  | カバンには鉄板です                    | 待田堂子          | 名村英敏        | 峯友則     | 小栗寛子 蒲田明美 黒田結花 谷紫織 安田祥子 永作友克 杉山有沙 摺木沙織 清水海都 スタジオゼミ              | -            | 伊藤晋之 齊田博之 | 3月5日        |
| 第10話 | プラットホーム                        | 渡邊大輔          | 小島正幸        | 古桑孝治   | 松尾亜希子 蒲田明美 摺木沙織 安田祥子 清水海都 永作友克 大下久馬 小栗寛子 樋口香里 スタジオゼミ          | 高倉武史     | 伊藤晋之 齊田博之 | 3月12日       |
| 第11話 | キミのラプソディー                    | 田沢大典          | 小島正幸        | 山本貴則   | 諏訪真弘 国吉杏美 摺木沙織 清水海都 蒲田明美 永作友克 黒田結花 北原安鶴紗 松井京介 スタジオゼミ 山本貴則 | 高倉武史     | 伊藤晋之 齊田博之 | 3月19日       |
| 第12話 | Mashumairesh!!                        | 渡邊大輔 田沢大典 | 孫承希          | 孫承希     | 白井瑶子 大下久馬 黒田結花 松尾亜希子 清水海都 諏訪真弘 摺木沙織 小栗寛子 安田祥子 谷紫織                | 高倉武史     | 伊藤晋之 齊田博之 | 3月26日       |

#### 放送局（ましゅまいれっしゅ!!）
| 放送期間                | 放送時間                     | 放送局         | 対象地域 | 備考                          |
| ----------------------- | ---------------------------- | -------------- | -------- | ----------------------------- |
| 2020年1月9日 - 3月26日  | 木曜 22:30 - 23:00           | TOKYO MX       | 東京都   | 製作参加 / リピート放送あり   |
| 2020年1月10日 - 3月27日 | 金曜 0:00 - 0:30（木曜深夜） | BSフジ         | 日本全域 | 製作参加 / 『アニメギルド』枠 |
|                         | 金曜 1:00 - 1:30（木曜深夜） | サンテレビ     | 兵庫県   |                               |
|                         | 金曜 2:00 - 2:30（木曜深夜） | 北海道文化放送 | 北海道   | 製作参加                      |
|                         | 金曜 21:30 - 22:00           | AT-X           | 日本全域 | リピート放送あり              |

| 配信開始日    | 配信時間        | 配信サイト |
| ------------- | --------------- | --- |
| 2020年1月9日  | 木曜 22:30 更新 | フジテレビオンデマンド |
| 2020年1月13日 | 月曜 更新       | Amazonプライム・ビデオ J:COMオンデマンド みるプラス ビデオパス auスマートパスプレミアム ひかりTV dアニメストア U-NEXT アニメ放題 AbemaTV ニコニコ生放送 ニコニコチャンネル GYAO! あにてれ バンダイチャンネル Hulu Google Play アクトビラ Rakuten TV ビデオマーケット GYAO!ストア |

### STARS!!
『SHOW BY ROCK!! STARS!!』は、2021年1月から3月までTOKYO MXほかにて放送されたテレビアニメ。『ましゅまいれっしゅ!!』の最終話にて制作が発表された。『SHOW BY ROCK!!』、『SHOW BY ROCK!!#』、『ましゅまいれっしゅ!!』の3シリーズに登場した歴代バンドに、アニメ初登場となる「Yokazenohorizon」を加えた11バンドが登場する。
本編放送後には短編アニメ『SHOW BY ROCK!! しょ〜と!!2』が放送される。

#### スタッフ（STARS!!）
アニメーション制作は『ましゅまいれっしゅ!!』から引き続きキネマシトラスが担当。スタッフは『SHOW BY ROCK!!』『SHOW BY ROCK!!#』など、過去のシリーズに携わってたスタッフが多く起用されている。
- 原作 - サンリオ[57][58]
- 総監督 - 池添隆博[57][58]
- 監督 - 山岸大悟[57][58]
- シリーズ構成・脚本 - 待田堂子[57][58]
- キャラクターデザイン - 永作友克[57][58]
- キャラクターデザイン - 伊藤晋之、大城勝
- メインアニメーター - 松尾亜希子、清水海都、滝口弘喜、樋口香里、PARK Ga young、石毛理恵
- デザインリーダー - 高倉武史
- コンセプト・メカニックデザイン - 片貝文洋
- プロップデザイン - ヒラタリョウ、みき尾、杉村絢子
- 美術設定 - 小倉奈緒美
- 美術監督 - 菱沼由典、平柳悟
- 色彩設計 - 岡松杏奈
- 撮影監督 - 林コージロー
- CGディレクター - 河本浩紀
- CGプロデューサー - 吉岡宏起[57][58]
- CG制作 - ENGI[57][58]
- 編集 - 髙橋歩
- 音響監督 - 郷文裕貴[57][58]
- 音楽 - 高梨康治、Funta7、鈴木暁也
- 音楽プロデューサー - 松岡貴徳
- 音楽制作 - ポニーキャニオン[57][58]
- プロデューサー - 安藤盛治、松岡貴徳、高橋卓也、町田雄史、田中宏孝、北澤史隆、金子広孝、宮城惣次、百田英生、松田穣、大森慎司、椎名崇徳、寺澤萌美、志田大地
- アニメーションプロデューサー - 小笠原宗紀
- アニメーション制作 - キネマシトラス[57][58]
- 製作 - SHOWBYROCK!!製作委員会M（フリュー、ポニーキャニオン、サンリオ、サミー、東京メトロポリタンテレビジョン、クロックワークス、81プロデュース、ソニー・ミュージックソリューションズ、BSフジ、スクウェア・エニックス、創通、北海道文化放送）

#### 主題歌（STARS!!）
過去のアニメシリーズと同様に、楽曲の制作者はキャラクターたちが表記されており、実際の制作者は「楽曲制作協力」としてクレジットされている。本項目では省略するため、詳細は「SHOW BY ROCK!!のディスコグラフィ」を参照。
「ドレミファSTARS!!」
PlasmagicaとMashumairesh!!によるオープニングテーマ。作詞・作曲はヨシダタクミ、編曲は中島生也（monoralism）。
「星空ライトストーリー」
Mashumairesh!!によるエンディングテーマ。作詞・作曲・編曲はトミタカズキ（SUPA LOVE）。
「エールアンドレスポンス」
Mashumairesh!!による第12話エンディングテーマ。楽曲制作はヨシダタクミ、中島生也

#### 挿入歌（STARS!!）
「檸檬と蜂蜜」
Plasmagica［チュチュ（上坂すみれ）］による第1話挿入歌。作詞・作曲・編曲はデスおはぎ。
「スピードアップ」
Mashumairesh!!による第1話挿入歌。作詞・作曲は宮崎まゆ、編曲は高橋修平。
「プラットホーム」
Mashumairesh!!による第1話挿入歌。作詞・作曲・編曲はトミタカズキ。
「Final Opinion」
Yokazenohorizon［リカオ（古川慎）］による第2話挿入歌。作詞・作曲・編曲はmustie=DC。
「Do! It! Happy大冒険！」
Plasmagicaによる第3・8・12話挿入歌。作詞・作曲・編曲は玉木千尋。
「流星ドリームライン」
Plasmagicaによる第3話挿入歌。作詞・作曲・編曲はRegaSound。
「プラズマジカ☆ミュージカル」
Plasmagicaによる第3話挿入歌。作詞は高瀬愛虹、作曲はno_my、編曲はFunta7。
「OBENTO MAGNUM」
DOKONJOFINGERによる第4・7話挿入歌。作詞は吾龍、作曲・編曲は大和。
「I'm JOKER」
SHINGANCRIMSONZ［クロウ（谷山紀章）］による第4・12話挿入歌。作詞は白鷺雪兎、作曲・編曲は鋼鉄兄貴（HANO）。
「きゅきゅきゅん♡ハートシェイカー」
Criticristaによる第5・12話挿入歌。作詞・作曲・編曲は藤原燈太。
「ain't nobody STOP」
REIJINGSIGNALによる第5話挿入歌。作詞・作曲・編曲は玉木千尋。
「メイド in わたし♪」
GoGoしんGoず！による第5話挿入歌。作詞は青葉祐五と中島彩歌、作曲は青葉祐五とツタナオヒコ、編曲はツタナオヒコ。
「乙女陽炎」
徒然なる操り霧幻庵による第6話挿入歌。作詞は宮嶋淳子（SUPA LOVE）、作曲・編曲は松坂康司（SUPA LOVE）。
「パステージ」
ARCAREAFACT［チタン（小林裕介）］による第7・12話挿入歌。作詞・作曲・編曲は玉木千尋。
「ランナーズハイ!!」
PlasmagicaとMashumairesh!!による第8話挿入歌。作詞・作曲はKouta Kaneko、編曲はmo2（Felion Sounds）。
「はじまりのうた」
REIJINGSIGNALによる第9・12話挿入歌。作詞・作曲はshiloと中土智博、編曲はPotato Parties。振付協力は沢口かなみ。
「EMPIRE DOMINATOR」
BUD VIRGIN LOGIC［アイレーン（野口瑠璃子）］による第9・12話挿入歌。作詞・作曲・編曲は玉木千尋。
「キミはボクのプリンセス☆」
Trichronikaによる第10話挿入歌。作詞・作曲は斉藤信治、編曲は斉藤信治と石倉誉之。
「移動手段はバイクです」
DOKONJOFINGER［ヤス（伊東健人）］による第10話の挿入歌。作詞・作曲・編曲は大和。
「メリケンサックに特攻です」
DOKONJOFINGERによる第12話の挿入歌。作詞・作曲・編曲はYugo Ichikawa。
「アノカナタリウム」
Mashumairesh!!による第12話の挿入歌。作詞・作曲・編曲は玉木千尋。
劇中ではSHOWBYROCK!!STARS!!によるTV editが使用された。

#### 各話リスト（STARS!!）
| 話数     | サブタイトル                                        | シナリオ | 絵コンテ          | 演出                                   | 作画監督                                                       | メカ作画監督 | 総作画監督        | 初放送日      |
| -------- | --------------------------------------------------- | -------- | ----------------- | -------------------------------------- | -------------------------------------------------------------- | ------------ | ----------------- | ------------- |
| track-01 | スピードアップ                                      | 待田堂子 | 池添隆博 山岸大悟 | 山岸大悟                               | 清水海都 滝口弘喜 樋口香里                                     | 高倉武史     | 伊藤晋之 永作友克 | 2021年 1月7日 |
| track-02 | Final Option                                        | 渡邊大輔 | 池添隆博          | KANG Won yeong KIM Young bum           | PARK Ga young CHOI Zio LEE Min young HAN Eun jin KWON Jong won | -            | 伊藤晋之 永作友克 | 1月14日       |
| track-03 | Do! It! Happy大冒険！                               | 田沢大典 | 坂上八郎          | 峯友則                                 | 清水海都 樋口香里 鳥居聖美                                     | -            | 伊藤晋之 永作友克 | 1月21日       |
| track-04 | オレ達は深紅色のI'm JOKERで （中略）OBENTO MAGNUM   | 待田堂子 | 池添隆博          | 江副仁美                               | 清水海都 樋口香里 滝口弘喜                                     | 高倉武史     | 伊藤晋之 永作友克 | 1月28日       |
| track-05 | きゅきゅきゅん♡ハートシェイカーな ain't nobody STOP | 渡邊大輔 | 鈴木龍太郎        | KANG Won yeong CHOI Ju lee LEE Gab min | PARK Ga young CHOI Zio LEE Min young HAN Eun jin               | -            | 伊藤晋之 永作友克 | 2月4日        |
| track-06 | 乙女陽炎                                            | 田沢大典 | 垪和等            | 垪和等                                 | 松尾亜希子                                                     | -            | 伊藤晋之 永作友克 | 2月11日       |
| track-07 | パステージ                                          | 待田堂子 | 峯友則            | 峯友則                                 | 中野友貴                                                       | -            | 鳥井聖美          | 2月18日       |
| track-08 | ランナーズハイ!!                                    | 田沢大典 | 中西基樹          | 中西基樹                               | 清水海都 樋口香里 滝口弘喜                                     | -            | 伊藤晋之 永作友克 | 2月25日       |
| track-09 | EMPIRE DOMINATOR                                    | 渡邊大輔 | 江副仁美          | 江副仁美                               | 清水海都 樋口香里 滝口弘喜 松尾亜希子 石毛理恵                 | -            | 伊藤晋之 永作友克 | 3月4日        |
| track-10 | キミはボクのプリンセス☆                             | 渡邊大輔 | 小島正幸          | 峯友則                                 | 杉山有沙 樋口香里 滝口弘喜 舘崎大                              | -            | 伊藤晋之 永作友克 | 3月11日       |
| track-11 | 星空ライトストーリー                                | 田沢大典 | 坂上八郎          | LEE Gab min                            | PARK Ga young CHOI Zio LIM Ji hyun LEE Min jae                 | -            | 伊藤晋之 永作友克 | 3月18日       |
| track-12 | アノカナタリウム                                    | 待田堂子 | 池添隆博          | 山岸大悟                               | 松尾亜希子 永作友克 伊藤晋之                                   | -            | -                 | 3月25日       |

#### 各話リスト（しょ〜と!!2）
| 話数 | 絵コンテ | 演出     | 作画監督          | 初放送日      |
| ---- | -------- | -------- | ----------------- | ------------- |
| 1    | 池添隆博 | 山岸大悟 | 永作友克          | 2021年 1月7日 |
| 2    | 池添隆博 | 山岸大悟 | 永作友克          | 1月14日       |
| 3    | 池添隆博 | 山岸大悟 | 永作友克          | 1月21日       |
| 4    | 池添隆博 | 山岸大悟 | 永作友克          | 1月28日       |
| 5    | 池添隆博 | 山岸大悟 | 永作友克          | 2月4日        |
| 6    | 池添隆博 | 山岸大悟 | 永作友克 杉山有沙 | 2月11日       |
| 7    | 池添隆博 | 山岸大悟 | 永作友克 杉山有沙 | 2月18日       |
| 8    | 池添隆博 | 山岸大悟 | 永作友克 杉山有沙 | 2月25日       |
| 9    | 池添隆博 | 山岸大悟 | 永作友克 杉山有沙 | 3月4日        |
| 10   | 池添隆博 | 山岸大悟 | 永作友克          | 3月11日       |
| 11   | 池添隆博 | 山岸大悟 | 永作友克 杉山有沙 | 3月18日       |

#### 放送局（STARS!!）
| 放送期間                | 放送時間                     | 放送局         | 対象地域 | 備考                          |
| ----------------------- | ---------------------------- | -------------- | -------- | ----------------------------- |
| 2021年1月7日 - 3月25日  | 木曜 22:00 - 22:30           | TOKYO MX       | 東京都   | 製作参加                      |
| 2021年1月8日 - 3月26日  | 金曜 1:05 - 1:34（木曜深夜） | BSフジ         | 日本全域 | 製作参加 / 『アニメギルド』枠 |
|                         | 金曜 1:50 - 2:20（木曜深夜） | 北海道文化放送 | 北海道   | 製作参加                      |
| 2021年1月9日 - 3月27日  | 土曜 0:30 - 1:00（金曜深夜） | サンテレビ     | 兵庫県   |                               |
| 2021年1月11日 - 3月29日 | 月曜 22:30 - 23:00           | AT-X           | 日本全域 | リピート放送あり              |

| 配信開始日   | 配信時間        | 配信サイト |
| ------------ | --------------- | --- |
| 2020年1月7日 | 木曜 22:30 更新 | dアニメストア Amazonプライム・ビデオ U-NEXT アニメ放題 ひかりTV FOD ニコニコ動画 バンダイチャンネル Hulu ムービーフルplus Google Play HAPPY!動画 TSUTAYA TV ABEMA GYAO! あにてれ Rakuten TV ビデオマーケット DMM.com GYAO!ストア |
| 2020年1月9日 | 土曜 更新       | J:COMオンデマンド みるプラス TELASA auスマートパスプレミアム |

## Web番組
当コンテンツの情報バラエティ番組を『SHOW BY ROCK!!＠ニコニャマ』の名称で、2013年8月30日よりニコニコ生放送にて動画配信している。配信回によっては番組名が異なる場合がある。
TVアニメ版の情報バラエティ番組を『TVアニメ「SHOW BY ROCK!!」〜対バン！にこにゃま〜（第1期）』、『TVアニメ「SHOW BY ROCK!!#」にきもぷるぷる♡にこにゃまなのだ♪（第2期）』の名称で、2015年4月8日よりニコニコ生放送にて動画配信している。配信回によっては番組名が異なる場合がある。後日、その音源を音泉、響-HiBiKi Radio Station-にて配信する場合がある（響-HiBiKi Radio Station-では2015年4月10日から7月25日まで配信された）。
また、音泉、響-HiBiKi Radio Station-のみで配信されるTVアニメ版の情報バラエティラジオ番組を2015年4月15日より配信している（響-HiBiKi Radio Station-では2015年4月15日から9月2日まで配信された）。配信回によってラジオ番組名が異なる。
2020年以降の特別番組ではYouTube Liveでも配信が行われる（放送によってはニコニコ生放送で行われず、YouTubeのみの場合がある）。
2021年1月からはテレビアニメ『STARS!!』に関連したラジオ番組として、『SHOW BY ROCK!! STARS!! ましゅラジ♪』が音泉にて配信された。Mashumairesh!!の4名が持ち回りでパーソナリティを担当する。

### 番組リスト
| 生放送日 | ラジオ   | 番組名 | 出演者 |
| 2013年   | 2013年   | 2013年 | 2013年 |
| -------- | -------- | --- | --- |
| 8月30日  |          | SHOW BY ROCK!!＠ニコニャマ | 稲川英里（シアン役）、上坂すみれ（チュチュ役）、佐倉綾音（モア役）、カフカ（ガウガストライクス楽曲提供）                                                                       |
| 9月27日  |          | SHOW BY ROCK!!＠ニコニャマ #2 | 稲川英里、谷山紀章（クロウ役）、市来光弘（ヤイバ役）、植田真梨恵（しにものぐるい楽曲提供）                                                                                     |
| 10月25日 |          | SHOW BY ROCK!!＠ニコニャマ #3 | 稲川英里、市来光弘、粕谷大介（シュウ☆ゾー役）、SILHOUETTE FROM THE SKYLIT（デモンズベノム楽曲提供）                                                                            |
| 11月29日 |          | SHOW BY ROCK!!＠ニコニャマ #4 | 稲川英里、谷山紀章、市来光弘、佐倉綾音 |
| 12月27日 |          | SHOW BY ROCK!!＠ニコニャマ #5 | 稲川英里、植田真梨恵 |
| 2014年   |          | | |
| 9月8日   |          | SHOW BY ROCK!!＠ニコニャマ〜重大発表！！〜                                                                                                  | 稲川英里、塩谷尚史（プロデューサー） |
| 9月19日  |          | SHOW BY ROCK!!＠ニコニャマ | 稲川英里、上坂すみれ、谷山紀章 |
| 10月24日 |          | SHOW BY ROCK!!＠ニコニャマ〜アニメ新情報解禁！！〜                                                                                          | 稲川英里 |
| 11月28日 |          | SHOW BY ROCK!!＠ニコニャマ | 稲川英里 |
| 12月26日 |          | SHOW BY ROCK!!＠ニコニャマ〜アニメキャスト解禁！！〜                                                                                        | 稲川英里、上坂すみれ |
| 2015年   |          | | |
| 1月16日  |          | 「SHOW BY ROCK!!」祝アニメ化！新春スペシャル                                                                                                | 稲川英里、松井恵理子（吽役） |
| 2月2日   |          | SHOW BY ROCK!!＠ニコニャマ〜アニメ新情報解禁！！〜                                                                                          | 稲川英里、五十嵐裕美（ホルミー役） |
| 3月5日   |          | SHOW BY ROCK!!＠ニコニャマ〜 アニメ情報報告会〜                                                                                             | 稲川英里、潘めぐみ（ダル太夫役） |
| 4月8日   | 4月10日  | TVアニメ「SHOW BY ROCK!!」〜対バン！にこにゃま〜                                                                                            | 稲川英里、五十嵐裕美、松井恵理子 |
|          | 4月15日  | TVアニメ「SHOW BY ROCK!!」〜プラズマジカ ぷるぷる♪にゃじお！〜                                                                              | 稲川英里、佐倉綾音 |
|          | 4月22日  | TVアニメ「SHOW BY ROCK!!」〜プラズマジカ ぷるぷる♪にゃじお！〜                                                                              | 稲川英里、佐倉綾音 |
| 4月17日  | 4月29日  | TVアニメ「SHOW BY ROCK!!」〜対バン！にこにゃま〜                                                                                            | 佐倉綾音、松井恵理子 |
| 5月4日   | 5月6日   | TVアニメ「SHOW BY ROCK!!」〜対バン！にこにゃま〜                                                                                            | 稲川英里、村川梨衣（ジャクリン役）、松井恵理子、潘めぐみ |
|          | 5月13日  | TVアニメ「SHOW BY ROCK!!」〜クリティクリスタ 聖MIDI女学園生徒会らじお♡〜                                                                    | 村川梨衣、茅野愛衣（ツキノ役） |
|          | 5月20日  | TVアニメ「SHOW BY ROCK!!」〜クリティクリスタ 聖MIDI女学園生徒会らじお♡〜                                                                    | 村川梨衣、茅野愛衣（ツキノ役） |
| 5月27日  | 5月28日  | TVアニメ「SHOW BY ROCK!!」〜対バン！にこにゃま〜                                                                                            | 稲川英里、沼倉愛美（レトリー役）、日高里菜（ロージア役） |
|          | 6月3日   | TVアニメ「SHOW BY ROCK!!」〜プラズマジカ ぷるぷる♪にゃじお！〜                                                                              | 稲川英里、沼倉愛美 |
|          | 6月10日  | TVアニメ「SHOW BY ROCK!!」〜プラズマジカ ぷるぷる♪にゃじお！〜                                                                              | 稲川英里、沼倉愛美 |
| 6月16日  | 6月17日  | TVアニメ「SHOW BY ROCK!!」〜対バン！にこにゃま〜                                                                                            | 稲川英里、潘めぐみ |
|          | 6月24日  | TVアニメ「SHOW BY ROCK!!」〜徒然なる操り霧幻庵 らじおの道は日々精進でありんす〜                                                             | 潘めぐみ、松井恵理子 |
|          | 7月1日   | TVアニメ「SHOW BY ROCK!!」〜徒然なる操り霧幻庵 らじおの道は日々精進でありんす〜                                                             | 潘めぐみ、松井恵理子 |
|          | 7月8日   | TVアニメ「SHOW BY ROCK!!」〜聴きやがれ家畜共ッ！オレ達の深紅色の心眼で、電波の向こうのオマエらを見続けルッ！シンガン・ラジオ黙示録ッ!!〜    | 内山昂輝（アイオーン役）、柿原徹也（ヤイバ役）、細谷佳正（ロム役） |
|          | 7月17日  | TVアニメ「SHOW BY ROCK!!」〜プラズマジカ ぷるぷる♪にゃじお！〜                                                                              | 稲川英里、上坂すみれ |
| 7月24日  | 7月25日  | TVアニメ「SHOW BY ROCK!!」〜対バン！にこにゃま〜                                                                                            | 稲川英里、早見沙織（阿役） |
| 8月10日  |          | SHOW BY ROCK!!＠ニコニャマ コラボカフェ生中継                                                                                               | 稲川英里、日高里菜 |
|          | 9月2日   | TVアニメ「SHOW BY ROCK!!」〜ボクらの夢銀河☆Shiny Star ラジオ〜                                                                              | 村瀬歩（リク役）、逢坂良太（カイ役） |
| 10月30日 |          | SHOW BY ROCK!!＠ニコニャマ | 稲川英里、カフカ、カラスは真っ白（シロラクロスカ? 楽曲提供） |
| 11月30日 |          | TVアニメ「SHOW BY ROCK!!」〜対バン！にこにゃま〜                                                                                            | 稲川英里、日高里菜 |
| 12月26日 |          | SHOW BY ROCK!!＠ニコニャマ 大忘年会 in TOWER RECORDS CAFE 表参道店                                                                          | 稲川英里、松井恵理子、yksb feat.MiLO×31STYLE（ラペッジオート楽曲提供） |
| 2016年   |          | | |
| 2月21日  |          | SHOW BY ROCK!!＠ニコニャマ | 稲川英里、沼倉愛美、立花あんな・森カノン・神谷えりな（アリスビーンズ楽曲提供）                                                                                                 |
| 3月18日  |          | TVアニメ「SHOW BY ROCK!!」〜対バン！にこにゃま〜                                                                                            | 稲川英里、松井恵理子 |
| 4月22日  |          | KISHOW BY ROCK!! ＠ニコニャマ 〜2016年サンリオキャラクター大賞開催記念〜                                                                    | 谷山紀章、稲川英里、村川梨衣 |
| 6月12日  |          | TVアニメ「SHOW BY ROCK!!」〜対バン！にこにゃま〜                                                                                            | 稲川英里、日高里菜 |
| 6月25日  |          | SHOW BY ROCK!!＠ニコニャマ 〜アプリリニューアル直前!!スペシャル〜                                                                           | 稲川英里、植田真梨恵、yksb feat.MiLO×31STYLE |
| 7月28日  |          | TVアニメ「SHOW BY ROCK!!」〜対バン！にこにゃま〜                                                                                            | 日高里菜、村川梨衣 |
| 8月7日   |          | TVアニメ「SHOW BY ROCK!!#」2期に出る新登場バンド（男性バンド）のキャスト出演にこにゃま                                                      | 小林裕介（チタン役）、八代拓（オリオン役）、筆村栄心（セレン役）、沢城千春（アルゴン役）                                                                                       |
| 9月22日  |          | SHOW BY ROCK!!＠ニコニャマ 〜アニメ2期放送記念！初！原画展開催記念！！スペシャル〜                                                          | 稲川英里、日高里菜、小林裕介、村上友哉（ドロップアウト先生楽曲提供） |
| 10月2日  | 10月5日  | TVアニメ「SHOW BY ROCK!!#」〜放送直前 対バン！にこにゃま〜                                                                                  | 稲川英里、潘めぐみ |
|          | 10月12日 | TVアニメ「SHOW BY ROCK!!#」〜ロージアちゃんとシアンちゃんのみでぃしてぃ❤にゃんにゃんらじお〜                                                | 稲川英里、日高里菜、沼倉愛美 |
| 10月13日 | 10月19日 | TVアニメ「SHOW BY ROCK!!#」にきもぷるぷる♡にこにゃまなのだ♪                                                                                 | 稲川英里、日高里菜、松井恵理子、野口瑠璃子（アイレーン役） |
|          | 10月26日 | TVアニメ「SHOW BY ROCK!!#」〜ボクらの夢銀河☆Shiny Star Precious ラジオ〜                                                                    | 逢坂良太、村瀬歩、沢城千春 |
| 10月27日 | 11月2日  | TVアニメ「SHOW BY ROCK!!#」にきもぷるぷる♡にこにゃまなのだ♪                                                                                 | 稲川英里、野口瑠璃子、田中あいみ（ペイペイン役）、木戸衣吹（ハンドレッコ役）                                                                                                   |
|          | 11月9日  | TVアニメ「SHOW BY ROCK!!#」〜ロージアちゃんとシアンちゃんのみでぃしてぃ❤にゃんにゃんらじお〜                                                | 稲川英里、日高里菜、野口瑠璃子 |
| 11月11日 | 11月16日 | TVアニメ「SHOW BY ROCK!!#」 にきもぷるぷる♡にこにゃまなのだ♪                                                                                | 稲川英里、野口瑠璃子、五十嵐裕美 |
|          | 11月23日 | TVアニメ「SHOW BY ROCK!!#」〜ボクらの夢銀河☆Shiny Star Precious ラジオ〜                                                                    | 逢坂良太、村瀬歩、内山昂輝 |
| 11月25日 | 11月30日 | TVアニメ「SHOW BY ROCK!!#」 にきもぷるぷる♡にこにゃまなのだ♪                                                                                | 稲川英里、野口瑠璃子、高野麻里佳（しばりん役） |
|          | 12月7日  | TVアニメ「SHOW BY ROCK!!#」〜ロージアちゃんとシアンちゃんのみでぃしてぃ❤にゃんにゃんらじお〜                                                | 稲川英里、日高里菜、上坂すみれ |
|          | 12月14日 | TVアニメ「SHOW BY ROCK!!#」〜ボクらの夢銀河☆Shiny Star Precious ラジオ〜                                                                    | 逢坂良太、村瀬歩、谷山紀章 |
| 12月19日 |          | SHOW BY ROCK!!＠ニコニャマ〜年末大忘年会スペシャル〜                                                                                        | 稲川英里、茅野愛衣、ミウラウチュウ（ガウガストライクス楽曲提供） |
| 12月24日 | 12月28日 | TVアニメ「SHOW BY ROCK!!#」 にきもぷるぷる♡にこにゃまなのだ♪                                                                                | 稲川英里、野口瑠璃子、沼倉愛美 |
| 2017年   |          | | |
| 3月3日   |          | SHOW BY ROCK!!＠ニコニャマ〜アプリもミュージカルもホワイトデーまで待ちきれない！スペシャル〜                                                | 日高里菜、米原幸佑（舞台 クロウ役）、輝馬（舞台 アイオーン役）、鳥越裕貴（舞台 ヤイバ役）、滝川英治（舞台 ロム役）、金井政人・柿沼広也（Spectrenotes楽曲提供）                 |
| 6月2日   |          | SHOW BY ROCK!!＠ニコニャマ〜5周年を振り返ってみよう！スペシャル〜                                                                           | 稲川英里、五十嵐裕美、ウソツキ（テケバキツ荘楽曲提供） |
| 8月2日   |          | SHOW BY ROCK!!＠ニコニャマ〜5周年記念ストアもうすぐオープン とびっきり夏〜                                                                  | 稲川英里、沢城千春、糸川耀士郎（舞台 チタン役）、田中涼星（舞台 オリオン役）、板垣李光人（舞台 セレン役）、滝川広大（舞台 アルゴン役）、バンドごっこ（フカシギミック楽曲提供） |
| 9月28日  |          | SHOW BY ROCK!!＠ニコニャマ〜もうすぐミュージカル開催＆アプリ4周年〜                                                                         | 稲川英里、野口瑠璃子、米原幸佑、鎌苅健太（舞台 シュウ☆ゾー役）、糸川耀士郎、辻諒（舞台 嵐役）、カネココウタ・ミウラウチュウ（ガウガストライクス楽曲提供）                      |
| 11月18日 |          | KISHOWBYROCK!!＠ニコニャマ〜5周年記念公開生放送SP〜                                                                                         | 谷山紀章、稲川英里、五十嵐裕美 |
| 12月8日  |          | SHOW BY ROCK!!＠ニコニャマ〜クリスマス忘年会いっきにやっちゃおう女子会スペシャル〜                                                          | 稲川英里、野口瑠璃子、五十嵐裕美、植田真梨恵、MiLO（ラペッジオート楽曲提供）                                                                                                   |
| 2018年   |          | | |
| 2月25日  |          | SHOW BY ROCK!!＠ニコニャマ 〜もうすぐ春だよスペシャル〜                                                                                     | 稲川英里、沼倉愛美、SeshiroX・Kiyo（デモンズベノム楽曲提供） |
| 5月27日  |          | SHOW BY ROCK!!＠ニコニャマ 〜Live Musical「SHOW BY ROCK!!」公演まで待ちきれないスペシャル！！〜                                             | 稲川英里、郷本直也（舞台 ロム役）、鎌苅健太、辻諒、赤澤遼太郎（舞台 神威役）、佐田宗義（チャーミーチャプレッツ楽曲提供）                                                       |
| 6月17日  |          | SHOW BY ROCK!!＠ニコニャマ⽣ライブしまくり！夏のイベント⼤発表しまくり！！〜これをみないと損しちゃうぞニャ♡スペシャル〜                     | 稲川英里、野口瑠璃子、KFK（ガウガストライクス楽曲提供）、YKMM（ラペッジオート楽曲提供）                                                                                        |
| 7月28日  |          | SHOW BY ROCK!!＠公開ニコニャマ 3969前夜祭 in OTODAMA                                                                                        | 稲川英里、沼倉愛美、五十嵐裕美、SILHOUETTE FROM THE SKYLIT、バンドごっこ、YKMM                                                                                                 |
| 11月18日 |          | SHOW BY ROCK!!＠ニコニャマ 〜Yokazenohorizonってなあに？スペシャル〜                                                                        | 稲川英里、古川慎（リカオ役）、沢城千春、高野麻里佳 |
| 2019年   |          | | |
| 2月16日  |          | SHOW BY ROCK!!＠ニコニャマ 〜ファンミ!!イベント生配信〜                                                                                     | 稲川英里、野口瑠璃子、日高里菜、高野麻里佳、YKMM |
| 4月14日  |          | SHOW BY ROCK!!ニコニャマ！！ | 稲川英里、谷山紀章、田中あいみ、DJ yksb（ラペッジオート楽曲提供） |
| 6月23日  |          | SHOW BY ROCK!!＠ニコニャマ重大発表！！絶対見なきゃソンソン♡だよスペシャル！！                                                               | 稲川英里、野口瑠璃子、MiLO、DJ yksb、DJせし3っくす（SeshiroX）（デモンズベノム楽曲提供） 、DJ Kouta Kaneko（ガウガストライクス楽曲提供）                                       |
| 10月30日 |          | GratefulRockFestivalまで待ちきれない♪SHOW BY ROCK!!＠ニコニャマガボチャのお誘いTrick or Treat♡ハロウィン生放送SP                            | 稲川英里、松井恵理子、高野麻里佳 |
| 11月24日 |          | 「SHOW BY ROCK!!」3969 GRATEFUL ROCK FESTIVAL激熱ライブのウラ側を!どーんと緊急生配信スペシャル                                              | |
| 12月2日  |          | 「SHOW BY ROCK!!ましゅまいれっしゅ!!」の見どころがましましてんこ盛りの生配信スペシャル！                                                    | 遠野ひかる（ほわん役）、夏吉ゆうこ（マシマヒメコ役） |
| 12月9日  |          | SHOW BY ROCK!!ましゅまいれっしゅ!!新バンドDOKONJOFINGER参戦！“番長”だらけの激アツ弱肉強食の無法地帯で告知手段はライブです生配信スペシャル！ | 伊東健人（ヤス役）、小松昌平（ハッチン役）、小野友樹（ジョウ役） |
| 12月12日 |          | 「SHOW BY ROCK!!ましゅまいれっしゅ!!」新バンド解禁生放送スペシャル！                                                                        | Lynn（ララリン役）、芹澤優（スモモネ役） |
| 12月31日 |          | SHOW BY ROCK!! 年末特番アニメあり、ゲームあり、ライブあり！番組最後には新シリーズ第1話宇宙最速先行放送もあるよ2時間SP！                     | 稲川英里、谷山紀章、日高里菜、野口瑠璃子、遠野ひかる、夏吉ゆうこ、和多田美咲（デルミン役）、山根綺（ルフユ役）、伊東健人、小松昌平                                             |
| 2020年   |          | | |
| 2月4日   |          | 「SHOW BY ROCK!!ましゅまいれっしゅ!!」 振り返りは鉄板です。 DOKONJOFINGER大集合スペシャル生放送                                             | 伊東健人、小松昌平、小野友樹、白井悠介（双循役） |
| 2月23日  |          | 「SHOW BY ROCK!!ましゅまいれっしゅ!!」今夜のご馳走はキミだ!! REIJINGSIGNAL大集合 ショバフェスの発表もあるよスペシャル!!                     | Lynn、芹澤優、鈴木みのり（ういうい役） |
| 3月6日   |          | 「SHOW BY ROCK!! Fes A Live」配信直前だといいな！ スペシャル生放送！                                                                        | 稲川英里、小松昌平、芹澤優、夏吉ゆうこ、山根綺 |
| 3月17日  |          | 「SHOW BY ROCK!!ましゅまいれっしゅ!!」最終回直前！ 放送まで待ち切れないから…緊急生放送スペシャル!!                                          | 遠野ひかる、夏吉ゆうこ、和多田美咲、山根綺 |
| 6月11日  |          | SHOW BY ROCK!! Fes A Live 公式生放送 もうすぐ夏到来!? すっごくぷるぷるでほわほわなスペシャル生放送！                                        | 稲川英里、遠野ひかる、古川慎 |
| 7月30日  |          | SHOW BY ROCK!!@ニコニャマ | 稲川英里、遠野ひかる、山根綺、アニメストアの看板娘ほわんちゃん、アニメストアの店長I上さん                                                                                      |
| 9月10日  |          | SHOW BY ROCK!! Fes A Live Half Anniversary!! みーんなロージアちゃんにく・ぎ・づ・け♡スペシャル生放送！                                      | 岩井勇気（MC）、日高里菜、五十嵐裕美、和多田美咲、山根綺 |
| 9月17日  |          | SHOW BY ROCK!! ほわんのしょばすと情報局 | アニメストアの看板娘ほわんちゃん、山根綺、アニメストアの店長I上さん |
| 9月27日  |          | SHOW BY ROCK!! Fes A Live公式生放送 月里村高校放送局in3969フェス                                                                            | 高野麻里佳、古木のぞみ（きっつん役）、高坂知也（はっくん役）、小池万瑠美（ぽこえ役）                                                                                           |
| 10月30日 |          | SHOW BY ROCK!!@ニコニャマ〜ゼロティックホリックお披露目生放送！〜                                                                           | 稲川英里、ファイルーズあい（ぎゃらこ役）、松岡美里（しまっく役）、前田佳織里（れっぱにょ役）                                                                                   |
| 11月29日 |          | SHOW BY ROCK!!@ニコニャマ〜「SHOW BY ROCK!!STARS!!」まで1か月！ 待っていられないSP！〜                                                      | 稲川英里、日高里菜、夏吉ゆうこ、yksb |
| 12月20日 |          | SHOW BY ROCK!! Fes A Live 公式生放送 お願い！笑って！ラメカちゃん！ クリスマス直前スペシャル生放送！                                        | 高橋花林（ラメカ・パシャリコワ役）、和多田美咲、芹澤優、五十嵐裕美、fhána（ふぁにゃ楽曲提供）                                                                                  |
| 2021年   |          | | |
| 1月14日  |          | 「SHOW BY ROCK!!STARS!!」第2話放送直前生配信SP                                                                                              | 稲川英里、上坂すみれ、夏吉ゆうこ |
| 2月9日   |          | 「SHOW BY ROCK!!STARS!!」オレ達は深紅色の生放送で（中略） OBENTOMAGNUM!! -第6話も見ろよファッ!!-                                            | 谷山紀章、伊東健人、小松昌平 |
| 3月9日   |          | 『SHOW BY ROCK!! Fes A Live』公式生放送 1周年記念スペシャル生放送！                                                                         | 稲川英里、遠野ひかる、夏吉ゆうこ、榊原優希（661役）、小林大紀（659役） |
| 3月19日  |          | 「SHOW BY ROCK!!STARS!!」最終回放送直前スペシャル生放送！                                                                                   | 遠野ひかる、和多田美咲、山根綺、芹澤優、野口瑠璃子 |
| 4月2日   |          | SHOW BY ROCK!!＠クロニャマ～はじめてのなまほうそうSP～                                                                                      | 小林大紀、小林千晃（13役）、和多田美咲、山根綺 |
| 4月7日   |          | SHOW BY ROCK!!Road to 2022!! スタッフトークしちゃいますぞ♪                                                                                  | 町田雄史（株式会社サンリオ）、松岡貴徳（株式会社ポニーキャニオン）、有栖川メイプル                                                                                             |
| 5月7日   |          | SHOW BY ROCK!!@クロニャマ‐どこゆびが殴り込みですSP-                                                                                         | 蒼井翔太（919役）、榊原優希、小林大紀、伊東健人、小松昌平 |
| 5月21日  |          | SHOW BY ROCK!!Road to 2022!! スタッフトークしちゃいますぞ♪                                                                                  | 町田雄史、松岡貴徳、有栖川メイプル、Yugo ichikawa、Chihiro Sings、カワイヒデヒロ                                                                                               |
| 7月12日  |          | SHOW BY ROCK!!Road to 2022!! スタッフトークしちゃいますぞ♪                                                                                  | 町田雄史、松岡貴徳、有栖川メイプル、仰木日向、伊藤翼 |
| 8月3日   |          | SHOW BY ROCK!!@ニコニャマ～しょばみゅ直前スペシャル～                                                                                       | 稲川英里、小松昌平、坂田隆一郎（舞台 ヤス役）、雷太（舞台 双循役） |
| 9月8日   |          | 『SHOW BY ROCK!! Fes A Live』公式生放送 1.5周年記念スペシャル生放送！                                                                       | 稲川英里、山根綺、鈴木みのり、小松昌平 |
| 12月20日 |          | SHOW BY ROCK!!Road to 2022!! スタッフトークしちゃいますぞ♪ 年末ゆるっと忘年会SP～（●´ω`●）                                                  | 町田雄史、松岡貴徳、有栖川メイプル |
| 2022年   |          | | |
| 1月27日  |          | SHOW BY ROCK!!@ニコニャマ～ありがとう10周年‼︎記念生配信SPにゃん♡～                                                                           | 稲川英里、高野麻里佳、和多田美咲 |
| 3月8日   |          | 『SHOW BY ROCK!! Fes A Live』公式生放送 2周年記念!! なんてルナティック!!スペシャル生放送！                                                  | 山根綺、遠野ひかる、夏吉ゆうこ、和多田美咲、小松昌平 |

| 放送回 | 放送日         | パーソナリティ                                                      | ゲスト                      |
| ------ | -------------- | ------------------------------------------------------------------- | --------------------------- |
| 1      | 2021年 1月20日 | 遠野ひかる（ほわん 役） 夏吉ゆうこ（マシマヒメコ 役）               | 稲川英里（シアン 役）       |
| 2      | 1月27日        | 遠野ひかる 夏吉ゆうこ 和多田美咲（デルミン 役） 山根綺（ルフユ 役） |                             |
| 3      | 2月3日         | 和多田美咲 山根綺                                                   | 野口瑠璃子（アイレーン 役） |
| 4      | 2月10日        | 和多田美咲 山根綺                                                   | 日高里菜（ロージア 役）     |
| 5      | 2月17日        | 夏吉ゆうこ 和多田美咲                                               | Lynn（ララリン 役）         |
| 6      | 2月24日        | 夏吉ゆうこ 和多田美咲                                               | 沼倉愛美（レトリー 役）     |
| 7      | 3月3日         | 夏吉ゆうこ 山根綺                                                   | 伊東健人（ヤス 役）         |
| 8      | 3月10日        | 夏吉ゆうこ 山根綺                                                   | 谷山紀章（クロウ 役）       |
| 9      | 3月17日        | 遠野ひかる 和多田美咲                                               | 上坂すみれ（チュチュ 役）   |
| 10     | 3月24日        | 和多田美咲 山根綺                                                   | 佐倉綾音（モア 役）         |
| 11     | 3月31日        | 遠野ひかる 夏吉ゆうこ 和多田美咲 山根綺                             |                             |

### ラジオCD
| 発売日 | 新規収録出演者                                   | 過去配信回                                       | 備考                                                       | 商品番号                                         |
| TVアニメ「SHOW BY ROCK！！」〜にゃじおしぃでぃ〜                                                           | TVアニメ「SHOW BY ROCK！！」〜にゃじおしぃでぃ〜 | TVアニメ「SHOW BY ROCK！！」〜にゃじおしぃでぃ〜 | TVアニメ「SHOW BY ROCK！！」〜にゃじおしぃでぃ〜           | TVアニメ「SHOW BY ROCK！！」〜にゃじおしぃでぃ〜 |
| --- | ------------------------------------------------ | ------------------------------------------------ | ---------------------------------------------------------- | ------------------------------------------------ |
| 2016年11月15日                                                                                             | 稲川英里、日高里菜、佐倉綾音、潘めぐみ           | 2015年に音泉にて配信した17番組                   | 音泉通販特典CD「みんなお疲れ様！新バンド解散パーティーCD」 | TBZR-0744/0745                                   |
| 【らじぷち】TVアニメ「SHOW BY ROCK！！」〜でぃじぇいしぃでぃ〜& シアン&ロージア アクリルキーホルダーセット |                                                  |                                                  |                                                            |                                                  |
| 2016年11月15日                                                                                             | 稲川英里、日高里菜                               | -                                                | アクリルキーホルダー2種（シアン、ロージア）のセット商品    | GOODS-0265                                       |

## 漫画
SHOW BY ROCK!! 〜おきらく♪みでぃしてぃ〜
原作：サンリオ / 漫画：ica
無料ウェブコミック配信サイト『ぽにマガ』（ポニーキャニオン）2015年7月16日、連載休止
プラズマジカ（TVアニメ版）が主人公。
SHOW BY ROCK!! 深紅色の鎮魂歌 IV重創世黙示録ッ!（）
原作・著作・監修：サンリオ / 漫画：月ヶ瀬ゆりの
無料ウェブコミック配信サイト『LINEマンガ』（LINE）2015年11月26日 - 2016年1月28日、連載休止
シンガンクリムゾンズ（TVアニメ版）が主人公。
SHOW BY ROCK!! クリティクリスタ♪クリクリ伝説
原作・著作・監修：サンリオ / 漫画：羊箱
『月刊コミックアライブ』（KADOKAWA/メディアファクトリー）2016年5月号（2016年3月26日発売） - 2017年2月号（2016年12月27日発売）、全2巻
クリティクリスタ（TVアニメ版）が主人公。
1. 2016年9月23日発行、ISBN 978-4-04-068551-9
2. 2017年1月23日発行、ISBN 978-4-04-068817-6

SHOW BY ROCK!! プラズマジカ♪ぷるぷるダイアリー
原作・著作・監修：サンリオ / 漫画：美月めいあ
『電撃G'sコミック』（KADOKAWA/アスキー・メディアワークス）2016年8月号（2016年6月30日発売） - 2017年11月号（2017年9月30日発売）、全2巻
プラズマジカ（TVアニメ版）が主人公。
1. 2017年1月27日発行、ISBN 978-4-04-892694-2
2. 2017年10月27日発行、ISBN 978-4-04-893353-7

SHOW BY ROCK!! BUD VIRGIN LOGIC ひみつの因果律量法則！アイレーンちゃん様
原作・著作・監修：サンリオ / 漫画：ちゅー太
無料ウェブコミック配信サイト『くらげバンチ』（新潮社）2016年10月21日 - 2017年11月24日、全2巻
BUD VIRGIN LOGICが主人公。
1. 2017年3月9日発行、ISBN 978-4-10-771959-1
2. 2018年2月9日発行、ISBN 978-4-10-772046-7

SHOW BY ROCK!! 徒然なる操り霧幻庵 〜つれづれ漫遊記〜
原作・著作・監修：サンリオ / 漫画：黒渕かしこ
『月刊ComicREX』（一迅社）2017年2月号（2016年12月27日発売） - 2018年3月号（2018年1月27日発売）、全1巻
徒然なる操り霧幻庵が主人公。
1. 2018年3月27日発行、ISBN 978-4-7580-6722-5

SHOW BY ROCK!!
原作・監修：サンリオ / 漫画：邪武丸
『ヤングエース』（KADOKAWA）2020年8月号（2020年7月4日発売） - 2022年6月号（2022年5月2日発売）、全3巻
プラズマジカが主人公。テレビアニメ第1期のコミカライズ。
1. 2020年12月28日発売[65][67]、ISBN 978-4-04-110926-7
2. 2022年7月4日発売[68]、ISBN 978-4-04-111819-1
3. 2022年7月4日発売[69]、ISBN 978-4-04-112710-0

## 小説
SHOW BY ROCK!! 聖MIDI女学園高等部 〜ぷるぷる♪すとろべりー〜
原作：サンリオ / 著者：待田堂子 / イラスト：ぐみちょこ
ライトノベルレーベル『ぽにきゃんBOOKS』（ポニーキャニオン）2015年12月3日発売 ISBN 978-4-86529-192-6
プラズマジカが主人公。TVアニメ版のスピンオフだが、一部の設定がTVアニメ版とは異なっている。BUD VIRGIN LOGICはこの小説が初出。
SHOW BY ROCK!! 刻めッ! 紅蓮の魂魄駆動黙示録!
原作・著作・監修・執筆協力：(株)サンリオ / 著者：赤羽ミオ / イラスト：双葉はづき
ライトノベルレーベル『ビーズログ文庫アリス』（KADOKAWA/エンターブレイン）2015年12月14日発売 ISBN 978-4-04-730708-7
シンガンクリムゾンズ（アプリ版）が主人公。
SHOW BY ROCK!! The Revolution
原作・監修・イラスト：(株)サンリオ / 著者：水澤なな
ライトノベルレーベル『ビーズログ文庫アリス』（KADOKAWA/エンターブレイン）2017年10月27日発売 ISBN 978-4-04-734850-9
シンガンクリムゾンズ、トライクロニカ、ARCAREAFACTのアプリ本編メインエピソードを完全小説化。
Episode of Amatelast
pixiv FANBOX「月刊SHOW BY ROCK!!」にて2022年3月9日より連載。
Amatelastが主人公。Amatelastの過去が描かれる。

## 音楽CD
ゲームの楽曲、アニメの楽曲を収録したCDが主にポニーキャニオンから発売されている。

## ライブイベント

### 単独ライブ
| 出演日   | タイトル | 会場                                            | 出演者 | 備考   |
| 2015年   | 2015年 | 2015年                                          | 2015年 | 2015年 |
| -------- | --- | ----------------------------------------------- | --- | ------ |
| 4月4日   | 「SHOW BY ROCK!!」アニメ化記念LIVE                                                                                 | 下北沢GARDEN                                    | yksb feat.MiLO×31STYLE、明日、照らす、植田真梨恵、カフカ |        |
| 8月1日   | TVアニメ「SHOW BY ROCK!!」“3969” SUMMER FES. 2015                                                                  | 恵比寿リキッドルーム                            | 植田真梨恵、カフカ、SILHOUETTE FROM THE SKYLIT、yksb feat. MiLO×31STYLE、ウソツキ |        |
| 9月6日   | 紅蓮の堕天使クロウ生誕祭 〜やい！家畜共ッ！全身全霊でオレを祝いやがれ黙示録ッ！〜                                  | 品川インターシティホール                        | 谷山紀章、内山昂輝、細谷佳正 |        |
| 9月19日  | ボクらの夢銀河☆ファンミーティング 〜とってもプレシャスなTOKIMEKIをキミにっ☆〜                                      | 新宿ReNY                                        | 宮野真守、村瀬歩、逢坂良太 |        |
| 11月8日  | 徒然なるクリクリプラズマ♪ガールズバンドふぇすてぃばる！ 〜みーんな大好きにゃん？〜                                 | 新木場STUDIO COAST                              | 稲川英里、上坂すみれ、沼倉愛美、佐倉綾音、早見沙織、松井恵理子、潘めぐみ、日高里菜、茅野愛衣、五十嵐裕美、村川梨衣 |        |
| 2016年   | |                                                 | |        |
| 8月31日  | TVアニメ「SHOW BY ROCK!!」 “3969” SUMMER FES. 2016                                                                 | 新木場STUDIO COAST                              | 植田真梨恵、カフカ、カラスは真っ白、SILHOUETTE FROM THE SKYLIT、BIGMAMA、yksb feat.MiLO×31STYLE |        |
| 12月11日 | TVアニメ「SHOW BY ROCK!!#」ドッキドキ♡Bighillcity！ぷるぷるイベントしちゃうにゃん♪                                 | なんばMILULARI                                  | 稲川英里、DJ：けんしろう、ゆうき、りゅんりゅん、SSC |        |
| 2017年   | |                                                 | |        |
| 6月4日   | 徒然なるクリクリプラズマロジックガールズバンドふぇすてぃばる2017！ 〜みーんなすっごくぷるぷる大好きにゃんなのだ♡〜 | 埼玉・和光市民文化センター サンアゼリア大ホール | 稲川英里、上坂すみれ、沼倉愛美、佐倉綾音、日高里菜、茅野愛衣、五十嵐裕美、村川梨衣、早見沙織、松井恵理、潘めぐみ、野口瑠璃子、田中あいみ、木戸衣吹 |        |
| 8月5日   | SHOW BY ROCK!! “3969” SUMMER FES. 2017 福岡公演                                                                    | 福岡DRUM Be-1                                   | 植田真梨恵、SILHOUETTE FROM THE SKYLIT、カフカ、yksb feat.MiLO×31STYLE |        |
| 8月8日   | SHOW BY ROCK!! “3969” SUMMER FES. 2017 大阪公演                                                                    | 大阪BIG CAT                                     | 植田真梨恵、ウソツキ、カフカ、バンドごっこ、yksb feat.MiLO×31STYLE |        |
| 8月9日   | SHOW BY ROCK!! “3969” SUMMER FES. 2017 名古屋公演                                                                  | 名古屋BOTTOM LINE                               | 明日、照らす、カフカ、SILHOUETTE FROM THE SKYLIT、yksb feat.MiLO×31STYLE |        |
| 9月24日  | 黄金のメロディアスパーティー！〜オレ達のバンドで世界を紡ぐ!!〜                                                     | サンリオピューロランド                          | 小林裕介、八代拓、筆村栄心、沢城千春 |        |
| 12月10日 | 聖なるシンガンクリスマゾンズ黙示録ッ！                                                                             | 品川インターシティホール                        | 谷山紀章、内山昂輝、柿原徹也、細谷佳正 |        |
| 2018年   | |                                                 | |        |
| 8月31日  | SHOW BY ROCK!! presents「3969 MIDILAND 2018〜夏祭りだにゃ!! 集まれSB69er!!〜」                                     | 新木場STUDIO COAST                              | 植田真梨恵、KFK、佐田宗義（from kiki*）、SILHOUETTE FROM THE SKYLIT、バンドごっこ、YKMM、Chihiro、稲川英里、谷山紀章、野口瑠璃子、高野麻里佳 |        |
| 2019年   | |                                                 | |        |
| 9月7日   | SHOW BY ROCK!! 3969 in OTODAMA                                                                                     | OTODAMA SEA STUDIO                              | 稲川英里、沼倉愛美、五十嵐裕美、野口瑠璃子、植田真梨恵、SILHOUETTE FROM THE SKYLIT、バンドごっこ、YKMM |        |
| 6月23日  | SHOW BY ROCK!!3969 DJ Night in Shibuvalley                                                                         | SOUND MUSEUM VISION                             | 稲川英里、野口瑠璃子、MiLO from YKMM、DJ：DJ yksb from YKMM、DJせし3っくす（SILHOUETTE FROM THE SKYLIT）、DJ Kouta Kaneko（ex.KFK）、DJ behemoth、ビスケ、シークレットゲスト：DJ デルミン（和多田美咲） |        |
| 11月24日 | 「SHOW BY ROCK!!」3969 GRATEFUL ROCK FESTIVAL                                                                      | オリンパスホール八王子                          | 稲川英里、上坂すみれ、沼倉愛美、佐倉綾音、谷山紀章、日高里菜、早見沙織、松井恵理子、野口瑠璃子、小林裕介、古川慎、高野麻里佳、植田真梨恵、SILHOUETTE FROM THE SKYLIT、サプライズゲスト：茅野愛衣、五十嵐裕美、村川梨衣、遠野ひかる、夏吉ゆうこ、和多田美咲、山根綺                                                                          |        |
| 2020年   | |                                                 | |        |
| 1月5日   | SHOW BY ROCK!!3969 NEW YEAR DJ PARTY                                                                               | CLUB CAMELOT                                    | 稲川英里、野口瑠璃子、DJ：DJ yksb from YKMM、Kouta Kaneko a.k.a N.I.L 1979<ex.KFK>、Uchu Miura（R N S T）<ex.KFK>、DJせし３っくす |        |
| 9月27日  | SHOW BY ROCK!! 3969 Festival 2020 〜6（ROCK）時間だょ♪全ロッカー集合!!〜                                           | ZAIKO（オンラインイベント）                     | 植田真梨恵、SILHOUETTE FROM THE SKYLIT、稲川英里、野口瑠璃子、遠野ひかる、夏吉ゆうこ、和多田美咲、山根綺、伊東健人、高野麻里佳、廣瀬直也、シークレットゲスト：DJ yksb、MiLO、明日、照らす |        |
| 11月1日  | Mashumairesh!! ONLINE EVENT“ましゅふぇす!!”                                                                        | ZAIKO（オンラインイベント）                     | 遠野ひかる、夏吉ゆうこ、和多田美咲、山根綺 |        |
| 2021年   | |                                                 | |        |
| 1月10日  | Mashumairesh!! みんな集まれ！レッツ！フレッシュ！ニューフェイス！                                                  | 新宿文化センター                                | 遠野ひかる、夏吉ゆうこ、和多田美咲、山根綺 |        |
| 3月7日   | SHOW BY ROCK!! 3969 Festival 2021〜祭!!～                                                                          | ZAIKO（オンラインイベント）                     | 稲川英里、野口瑠璃子、遠野ひかる、夏吉ゆうこ、和多田美咲、山根綺、廣瀬直也、ファイルーズあい、松岡美里、植田真梨恵、SILHOUETTE FROM THE SKYLIT、fhána、DJ yksb |        |
| 4月25日  | REIJINGSIGNAL PARTY〜おいでマモーレ達！今夜のご馳走はキミだ！〜                                                    | サイエンスホール                                | Lynn、芹澤優、鈴木みのり |        |
| 6月26日  | Mashumairesh!!ほわわ！あんたも歌う？ルナティックおいしいやつです祭                                                 | 山野ホール                                      | 遠野ひかる、夏吉ゆうこ、和多田美咲、山根綺 |        |
| 9月4日   | DOKONJOFINGER 区立DO根性北学園全校集会 イベントは鉄板です。 よろしくおねがいしまーす!!                             | KT Zepp Yokohama                                | 伊東健人、小松昌平、小野友樹、白井悠介 |        |
| 10月3日  | TVアニメ「SHOW BY ROCK!!STARS!!」ガールズバンドふぇす!!2021                                                        | 立川ステージガーデン                            | 遠野ひかる、夏吉ゆうこ、和多田美咲、山根綺、稲川英里、上坂すみれ、佐倉綾音、Lynn、芹澤優、鈴木みのり、日高里菜、茅野愛衣、五十嵐裕美、村川梨衣、早見沙織、松井恵理子、潘めぐみ、野口瑠璃子、田中あいみ、木戸衣吹 |        |
| 12月12日 | TVアニメ「SHOW BY ROCK!!STARS!!」男ROCK祭!!                                                                        | 立川ステージガーデン                            | 谷山紀章、伊東健人、小松昌平、小林裕介、古川慎 |        |
| 2022年   | |                                                 | |        |
| 6月5日   | SHOW BY ROCK!! 3969 Festival～10th Anniversary～                                                                   | J:COMホール八王子                               | 稲川英里、遠野ひかる、夏吉ゆうこ、和多田美咲、山根綺、日高里菜、野口瑠璃子、伊東健人、ファイルーズあい、松岡美里、廣瀬直也、相内沙英、佐々木未来、植田真梨恵、Silhouette from the Skylit、Chihiro Sings、明日、照らす、スペシャルゲスト：蒼井翔太、高野麻里佳、yksb（ex.YKMM）、シークレットゲスト：MiLO（ex.YKMM）、Remi Mitani（ex.YKMM） |        |
| 2023年   | |                                                 | |        |
| 6月4日   | SHOW BY ROCK!! 11th Anniversary～ずっともっとParty!!～                                                             | KT Zepp Yokohama                                | 稲川英里、沼倉愛美、日高里菜、佐々木未来、遠野ひかる、夏吉ゆうこ、和多田美咲、山根綺 |        |

### 合同ライブ
| 出演日             | タイトル                                               | 会場                     | 出演者                                                                                                  | 備考      |
| ------------------ | ------------------------------------------------------ | ------------------------ | --- | --------- |
| 2015年12月27日     | みるくらりあっとVOL8 〜 続・MOE BREAK 2000 〜【TOKYO】 | Zepp DiverCity Tokyo     | 稲川英里                                                                                                |           |
| 2016年2月7日       | みるくらりあっとVOL8 〜 続・MOE BREAK 2000 〜【OSAKA】 | DOJIMA RIVER FORUM       | 稲川英里                                                                                                |           |
| 2016年8月27日      | Animelo Summer Live 2016 刻-TOKI-                      | さいたまスーパーアリーナ | 稲川英里、上坂すみれ、沼倉愛美、佐倉綾音                                                                |           |
| 2017年11月26日     | P’s LIVE!05 Go! Love&Passion !!                        | 横浜アリーナ             | 稲川英里、日高里菜、野口瑠璃子                                                                          |           |
| 2021年8月29日      | Animelo Summer Live 2021 -COLORS-                      | さいたまスーパーアリーナ | 遠野ひかる、夏吉ゆうこ、和多田美咲、山根綺、伊東健人、稲川英里                                          |           |
| 2021年12月11日     | SANRIO Virtual Fes in Sanrio Puroland                  | オンラインイベント       | Mashumairesh!!（ほわん、マシマヒメコ、デルミン、ルフユ）                                                | [ 注 23 ] |
| 2023年1月21日      | SANRIO Virtual Festival 2023                           | オンラインイベント       | Mashumairesh!!（ほわん、マシマヒメコ、デルミン、ルフユ）                                                | [ 注 23 ] |
| 2024年3月9日・10日 | SANRIO Virtual Festival 2024                           | オンラインイベント       | Mashumairesh!!（ほわん、マシマヒメコ、デルミン、ルフユ）、DOKONJOFINGER（ヤス、ハッチン、ジョウ、双循） | [ 注 23 ] |

## 舞台
2016年より舞台ミュージカル版が制作されている。
2016年から2018年まではシンガンクリムゾンズを主役とし、登場キャラクターも男性バンドが中心で、キャストも全て男性俳優となっている。製作はセガ・ライブクリエイション（後のCAセガジョイポリス）。ストーリー原案はTVアニメ版に関わった待田が担当している。
2021年にはDOKONJOFINGERを主役とする新規シリーズが展開。制作はネルケプランニングとなり、新規のスタッフが参加している。
メインキャストに関しては「#登場キャラクターおよびバンド」を参照。

### SHOW BY ROCK!! MUSICAL〜唱え家畜共ッ！深紅色の堕天革命黙示録ッ!!〜
2016年2月11日から16日にZeppブルーシアター六本木にて上演。DVD発売日は2016年5月18日。
シンガンクリムゾンズ、トライクロニカ、有栖川メイプルなどが登場。

#### キャスト（舞台1）
ジューダスjr.
- キョウ - 高木裕和
- シン - 石丸隆義
- メイ - 丸山泰右
- スイ - 中智紀

その他
- 山之上メフィスト - 木村靖司

#### スタッフ（舞台1）
- 原作 - サンリオ
- ストーリー原案 - 待田堂子
- 脚本・演出 - 福島三郎

#### 楽曲（舞台1）
主題歌「VERSES」
作詞 - RegaSound / 作曲 - 田村ジュン / 編曲 - Leda / 歌 - シンガンクリムゾンズ（米原幸佑、輝馬、鳥越裕貴、滝川英治）
劇中歌「虚飾の旋律」
作詞・作曲 - 田村ジュン / 編曲 - 梅堀淳 / 歌 - トライクロニカ（三津谷亮、橋本祥平、月岡弘一）

### Live Musical「SHOW BY ROCK!!」〜THE FES II-Thousand XVII〜
2017年5月11日から13日に品川プリンスホテル ステラボールにて上演。
シンガンクリムゾンズ、トライクロニカに加え、ARCAREAFACTが初登場。

#### キャスト（舞台2）
- MC - Kimeru

#### スタッフ（舞台2）
- 原作 - サンリオ
- ストーリー原案 - 待田堂子
- 演出 - 斎藤栄作
- 音楽 - 楠瀬タクヤ
- 音響 - 増澤努
- 照明 - 大波多秀起
- 映像 - 本谷明人
- 衣裳 - ヨシダミホ
- ヘアメイク - アトリエレオパード
- 歌唱指導 - カサノボー晃
- 演出助手 - 山口美絵
- 舞台監督 - 弘光哲也
- 技術監督 - 寅川英司
- 宣伝写真 - 宮坂浩見
- デザイン - 西本恵理子

### Live Musical「SHOW BY ROCK!!」-深淵のCrossAmbivalence-
2017年10月19日から29日にAiiA 2.5 Theater Tokyoにて上演。
前作までに登場したバンドのほか、忍迅雷音が初登場。

#### キャスト（舞台3）
- アダム - Kimeru
- イヴ - 吉岡佑

#### スタッフ（舞台3）
- 原作 - サンリオ
- ストーリー原案 - 待田堂子
- 脚本・演出 - 斎藤栄作
- 作詞 - 三ツ矢雄二
- 音楽 - 楠瀬タクヤ
- 振付 - 當間里美
- 美術 - 湯浅美穂里
- 音響 - 増澤努
- 照明 - 大波多秀起
- 映像 - 本谷明人
- 歌唱指導 - カサノボー晃
- 衣裳 - ヨシダミホ
- ヘアメイク - アトリエレオパード
- 演出助手 - 山口美絵
- 技術監督 - 寅川英司
- 舞台監督 - 弘光哲也
- 宣伝写真 - 宮坂浩見
- デザイン - 西本恵理子
- プロデューサー - 髙橋卓也（サンリオ）、荒木田由紀（ネルケプランニング）

### Live Musical「SHOW BY ROCK!!」〜THE FES 2018〜
2018年6月26日・27日にZepp DiverCityで上演予定。

#### キャスト（舞台4）
défendu aube
- アダム - KIMERU
- イヴ - 吉岡佑

#### スタッフ（舞台4）
- 原作 - サンリオ
- ストーリー原案 - 待田堂子
- 脚本・演出 - 斎藤栄作
- 作詞 - 三ツ矢雄二
- 音楽 - 楠瀬タクヤ
- 振付 - 當間里美

### Live Musical「SHOW BY ROCK!!」―狂騒のBloodyLabyrinth―
2018年8月30日から9月9日に天王洲 銀河劇場、2018年9月14日から9月17日に梅田芸術劇場 シアター・ドラマシティで上演。
フカシギミックが初登場。

#### キャスト（舞台5）
ジューダスjr.
- 阿部快征
- 大野紘幸
- 北川雄也
- 吉高志音

#### スタッフ（舞台5）
- 原作 - サンリオ
- ストーリー原案 - 待田堂子
- 脚本・演出 - 斎藤栄作
- 作詞 - 三ツ矢雄二
- 音楽 - 楠瀬タクヤ
- 振付 - 當間里美

### Live Musical「SHOW BY ROCK!!」 -DO根性北学園編- 夜と黒のReflection
2021年8月19日から29日に天王洲 銀河劇場で上演された。
DOKONJOFINGERを中心に展開される。YokazenohorizonとKuronoatomosphereの919と151が登場。

#### キャスト（舞台6）
- 原作 - サンリオ
- 脚本・演出 - 山崎彬
- 音楽 - 伊真吾（OVERCOME MUSIC）
- 振付 - 後藤健流

## タイアップ
テレビアニメ第1期放送終了から3か月後の2015年9月から約2か月間お好み焼きチェーンである道とん堀にてプラズマジカ&シンガンクリムゾンズのコラボフードメニューを提供し、コラボフードメニュー1品につきアニメ版を手がけたボンズによる描きおろしクリアファイルまたはポスターが貰え、2品でアプリゲームで使えるコード付きカードがもらえるキャンペーンを展開してきた。
テレビアニメ第2期放送終了直後の2017年1月に約1か月のロングランでSCRAP主催の体感型謎解きイベントリアル脱出ゲームとのコラボ『SHOW BY ROCK!!×リアル脱出ゲーム ぴゅ〜るランド最大危機からの脱出』がサンリオピューロランドの夜間開園日に限り開催されることが決定した。参加者はぴゅ〜るランドフェスの観客となり、プラズマジカの出番が終了した直後『闇の女王』の兵器であるブラックホールカノンを発射後1時間以内に様々な謎を駆使して『闇の女王』からの妨害を阻止（脱出）することがクリア条件。前売りチケットには通常版の他イベント主題歌マキシシングルCD付も選ぶことが出来る。参加者全員にシリコンラバーブレスレットをプレゼントすることが決定した。
また、ヴィレッジヴァンガードにおいて限定オリジナルグッズが販売されている。

## パチンコ
P SHOW BY ROCK!!
2019年5月発売、製造：銀座、販売：サミー。
アニメ版の設定に準拠している。オリジナルの新曲も用意されている。